# Tiflis

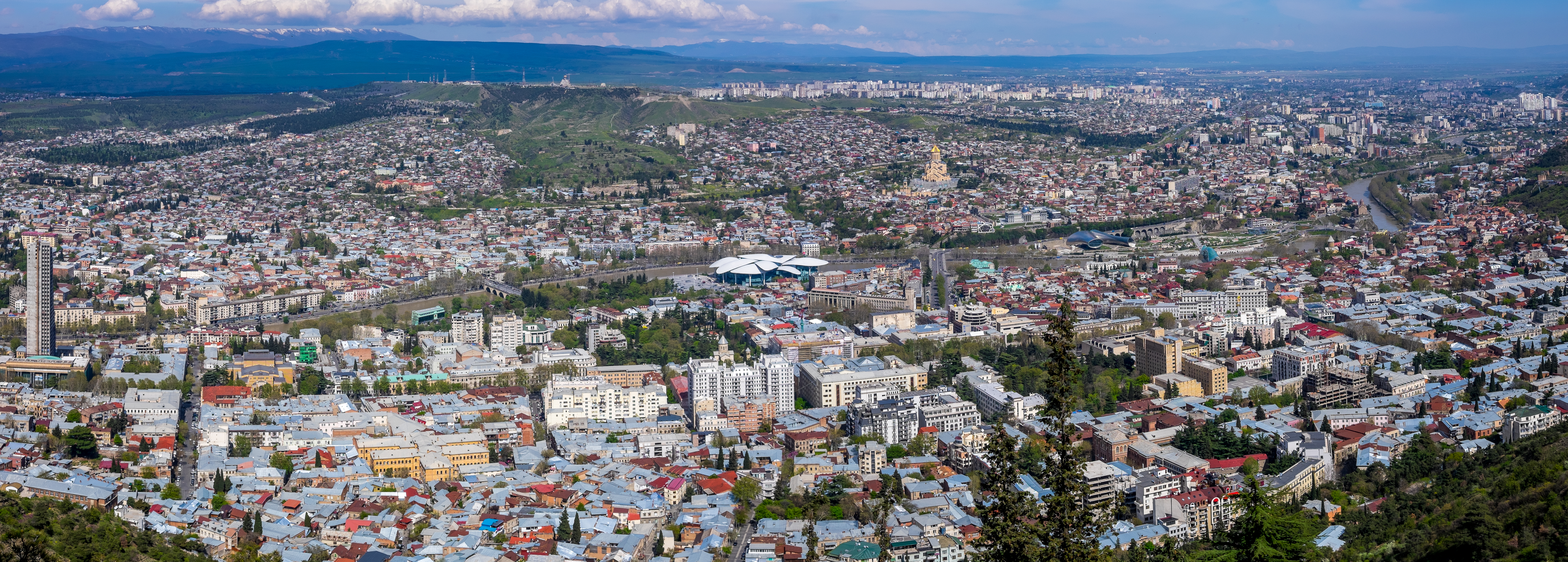
Blick auf Tiflis vom Mtazminda-Park aus. Auffallend sind die runden Dächer des Bürgerzentrums in der Bildmitte, rechts dahinter die Sameba-Kathedrale.

Panorama von Tiflis, Blick Richtung Norden

Tiflis (georgisch თბილისიⓘ Tbilissi [tʰbɪˈɫɪsi]) ist die Hauptstadt Georgiens. Es ist die bevölkerungsreichste und größte Stadt des Landes. Tiflis hat mehr als eine Million Einwohner, die Gesamtfläche beträgt 726 Quadratkilometer, das bebaute Gebiet rund 70 Quadratkilometer.

## Geografie

### Geografische Lage
Die Stadt liegt im Zentrum der Kaukasus-Landenge im östlichen Teil Georgiens. Sie erstreckt sich in einer Gebirgsniederung 21 Kilometer entlang des Flusses Kura (georgisch მტკვარი Mtkwari). Im Westen wird Tiflis vom Berg Mtazminda, im Osten von der Hügelkette Machata, im Süden vom Mtabori und dem Gebirgszug Sololaki begrenzt. Entsprechend dem gebirgigen Bodenrelief haben die Stadtbezirke Höhenunterschiede zwischen 380 m und 727 m. Viele Wohnviertel wurden in Terrassen an die Hänge gebaut.

### Klima
Das Klima in Tiflis ist gemäßigt. Die Temperatur beträgt im Jahresdurchschnitt 13,3 °C, die durchschnittliche jährliche Niederschlagsmenge 498 Millimeter. Im Verlauf des Jahres bewegt sich die Temperatur in der Regel zwischen −2 °C und 31 °C und liegt selten unter −7 °C oder über 36 °C.
|                       | Jan  | Feb  | Mär  | Apr  | Mai  | Jun  | Jul  | Aug  | Sep  | Okt  | Nov  | Dez  |   |      |
| Mittl. Tagesmax. (°C) | 5,5  | 7,2  | 11,9 | 17,6 | 23,2 | 27,2 | 30,6 | 30,8 | 25,8 | 19,8 | 12,6 | 7,4  | ⌀ | 18,4 |
| Mittl. Tagesmin. (°C) | −2,4 | −1,0 | 2,1  | 7,1  | 12,1 | 15,7 | 18,9 | 18,7 | 14,7 | 9,3  | 3,9  | −0,5 | ⌀ | 8,3  |
|                       |      |      |      |      |      |      |      |      |      |      |      |      |   |      |
| Niederschlag (mm)     | 19   | 26   | 30   | 51   | 78   | 76   | 45   | 48   | 36   | 38   | 30   | 21   | Σ | 498  |
|                       |      |      |      |      |      |      |      |      |      |      |      |      |   |      |
| Sonnenstunden (h/d)   | 3,2  | 3,6  | 4,6  | 5,7  | 6,9  | 8,3  | 8,3  | 8,0  | 6,9  | 5,3  | 3,4  | 3,0  | ⌀ | 5,6  |
|                       |      |      |      |      |      |      |      |      |      |      |      |      |   |      |
| Regentage (d)         | 4    | 5    | 6    | 8    | 10   | 9    | 6    | 6    | 5    | 6    | 4    | 4    | Σ | 73   |

| −2,4 |

| −1,0 |

| 2,1 |

| 7,1 |

| 12,1 |

| 15,7 |

| 18,9 |

| 18,7 |

| 14,7 |

| 9,3 |

| 3,9 |

| −0,5 |

| −2,4 |

| −1,0 |

| 2,1 |

| 7,1 |

| 12,1 |

| 15,7 |

| 18,9 |

| 18,7 |

| 14,7 |

| 9,3 |

| 3,9 |

| −0,5 |

### Naturereignisse
Weil Georgien auf einem seismisch aktiven Gebiet liegt, ist es in Tiflis im Laufe der Geschichte immer wieder zu Erdbeben gekommen. Das letzte schwere Beben am 25. April 2002 hatte eine Magnitude von 4,8 auf der Richterskala. Es tötete sechs Menschen und beschädigte über 10.000 Gebäude, hauptsächlich in den Altstadtgebieten Mtazminda, Tschughureti, Issani und Krzanissi. Der Schaden an den Wohnhäusern betrug rund 62 Millionen US-Dollar.

## Name

### Etymologie

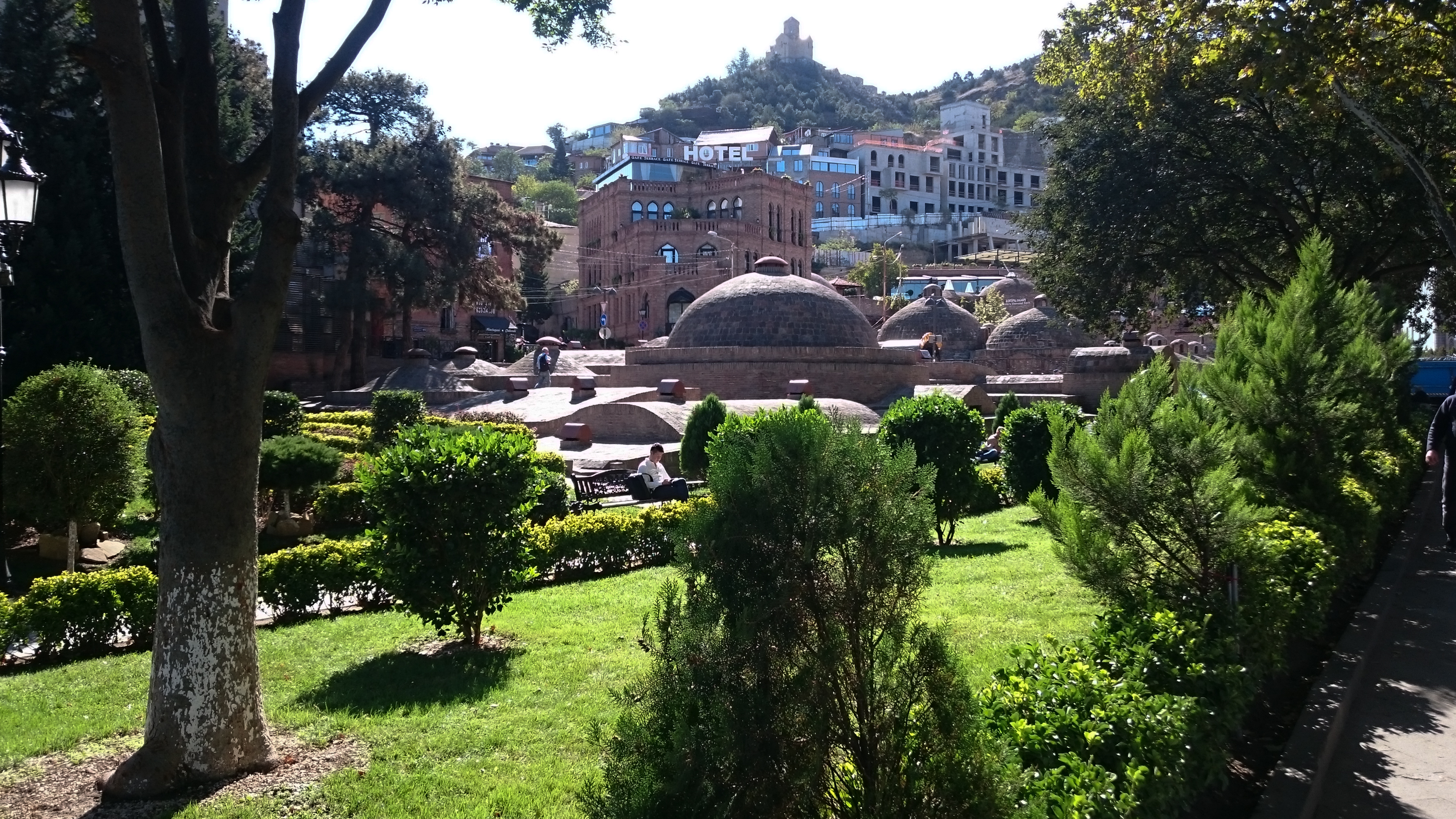
Badehäuser in Tiflis

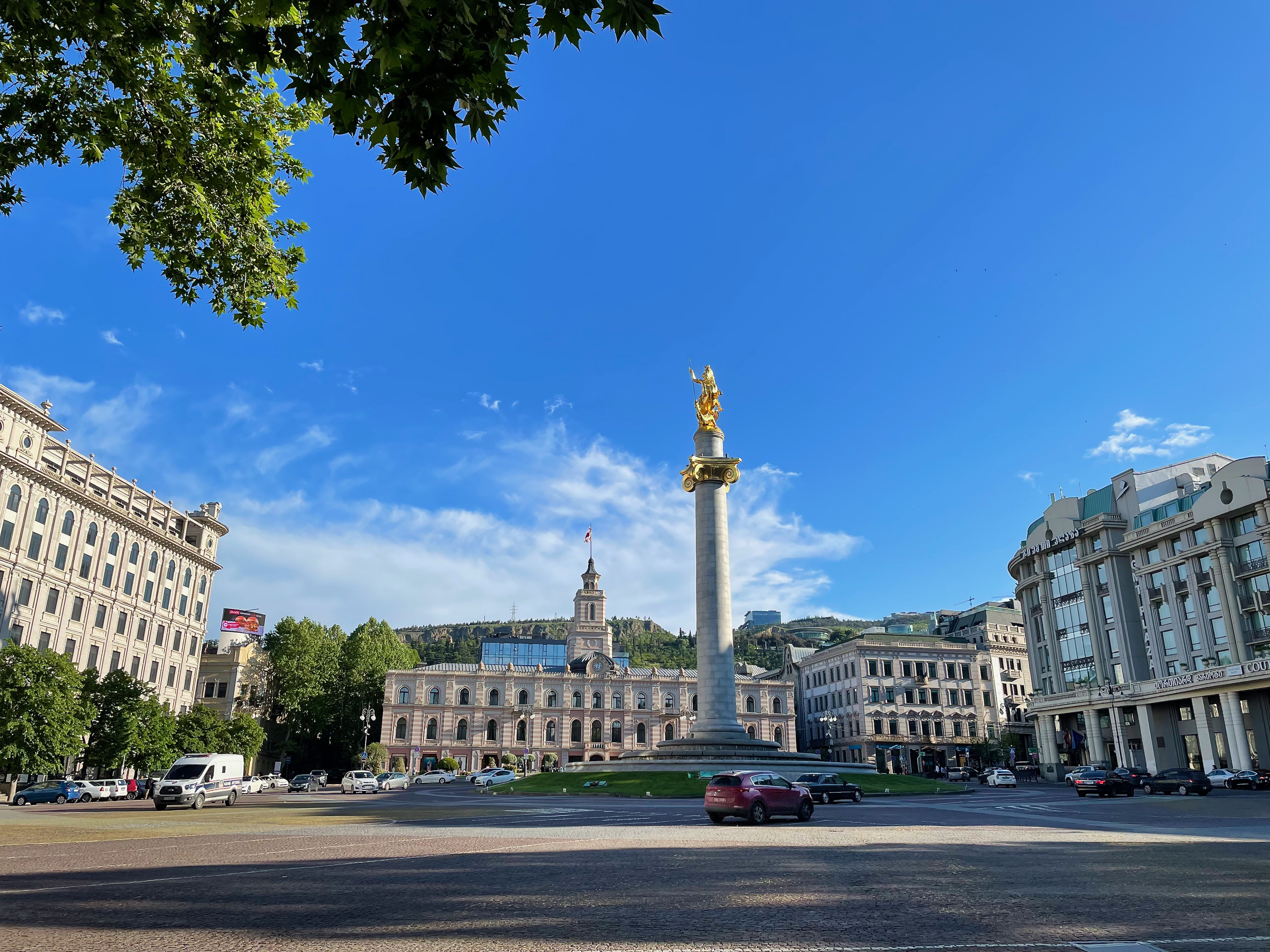
Säule mit dem heiligen Georg auf dem Freiheitsplatz

Der georgische Name Tbilissi bedeutet „warme Quelle“, von თბილი tbili („warm“). An den Nordosthängen des Mtabori sprudelt bis zu 46,5 °C heißes, kohlensäurehaltiges Schwefel-Quellwasser aus der Erde, das seit Jahrhunderten in Badehäusern genutzt wird.
Die Überlieferung berichtet, dass der georgische König Wachtang I. Gorgassali auf der Jagd in einem bewaldeten Tal einen Fasan erlegte. Das Tier fiel in eine heiße Quelle und wurde vom sprudelnden Wasser sofort gar gekocht. Der König ließ die Umgebung genau erforschen. Als er erfuhr, dass es dort viele heiße Quellen gab, gründete er in der 2. Hälfte des 5. Jahrhunderts an diesem Ort die Stadt Tiflis.

### Namensformen und Umbenennung
Die im Deutschen gebräuchliche Namensvariante Tiflis ist bereits in islamischen Quellen seit dem 8. Jahrhundert n. Chr., seit dem Emirat von Tiflis (736–1080) als arabisch تفليس Tiflīs durchgängig üblich und wurde in vielen Sprachen der islamischen Welt (wie persisch تفلیس Teflīs oder Türkisch), der orthodoxen Welt (griechisch Τιφλίδα Tiflída; vor dem 13. Jahrhundert altrussisch Teflisi, Teflis oder Tiflis) und auch in abendländisch-westchristlichen Quellen und Sprachen, wie von deutschen Kartografen oder von Marco Polo verwendet. Bis 1936 war Tiflis die offizielle russische Bezeichnung der Stadt (Тифлис), danach auf Wunsch der Georgier Tbilissi, was sich international durchsetzte.
Im Jahr 1936 wurden durch Beschluss der sowjetischen Staats- und Parteiführung die amtlichen russischen Bezeichnungen verschiedener Städte modifiziert, meist den örtlichen Sprachformen angepasst. In diesem Zuge wurde die georgische Namensform ტფილისი Tpilissi [tʼpʰɪˈɫɪsɪ] gemäß dem Vorschlag georgischer Linguisten modernisiert, indem der altgeorgische Bestandteil ტფილი tpili („warm“), durch die neugeorgische Form თბილი tbili ersetzt wurde. Diese Form wurde zur offiziellen russischen Benennung (Тбилиси). Am 20. September 2006 hielt das georgische Parlament eine Feierstunde zum 70. Jahrestag der Umbenennung ab.
Die meisten Sprachen haben die georgische Namensform übernommen. Auch im Deutschen ist Tbilissi (Doppel-s in der deutschen Umschrift zur Kennzeichnung des stimmlosen /s/) eine häufig verwendete Namensform, in der DDR war es die offizielle Bezeichnung.

## Geschichte

### Spätantike und Mittelalter

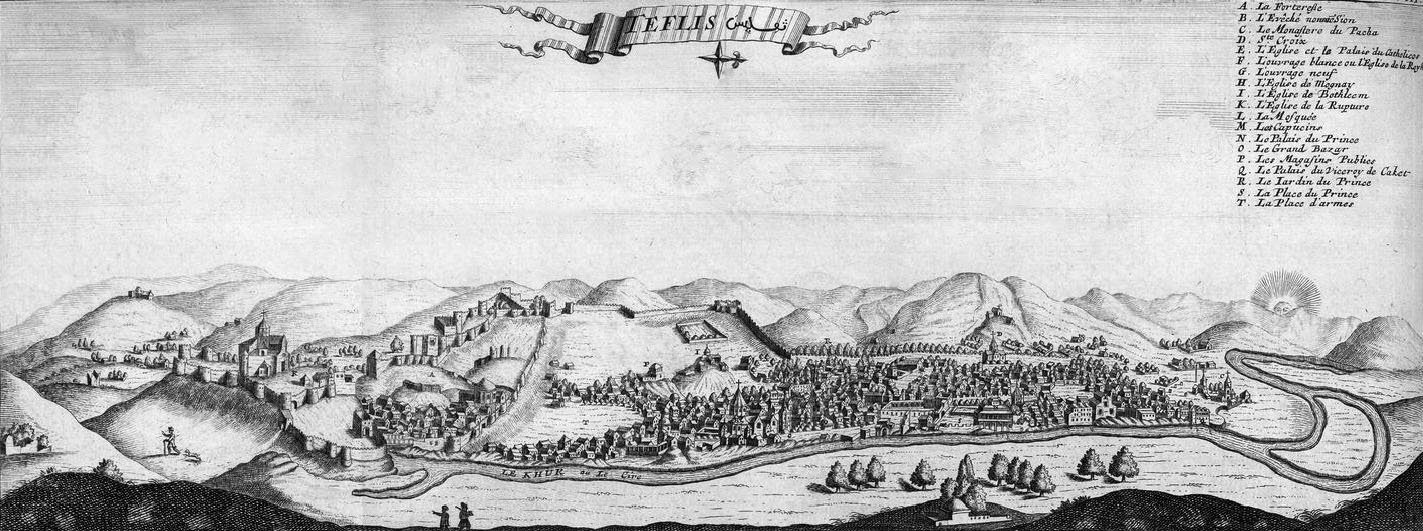
Tiflis 1671

Laut den Georgischen Chroniken wurde Tiflis im 4. Jahrhundert von einem persischen Ethnarchen gegründet, zudem errichteten die Perser die Festung Narikala oberhalb der Ortschaft.
In der 2. Hälfte des 5. Jahrhunderts eroberte der georgische König Wachtang I. Gorgassali die Ortschaft, machte sie zu seiner Hauptstadt und baute sie zu einer Stadt aus. Sein Sohn und Nachfolger Datschi vollendete die Stadtmauer. Theophanes von Byzanz nennt als erster byzantinischer Schriftsteller die Stadt für das Jahr 571 Metropolis. Im Jahr 591 – nach dem Ende des vorletzten der Römisch-Persischen Kriege – vereinbarten Ostrom und das Sassanidenreich, dass Mzcheta, die alte Hauptstadt des Königreichs, an Byzanz fiel, Tiflis unter der Kontrolle der Sassaniden verblieb. Im 7. Jahrhundert wurde die Stadt von den Arabern erobert, ging danach in persischen, byzantinischen und 1068 in seldschukischen Besitz über.
1121 wurde sie nach der Befreiung durch David den Erbauer erneut georgische Hauptstadt und dank der befestigten Lage am Schnittpunkt von inzwischen sieben europäisch-asiatischen Handelswegen zu einer der reichsten Städte des Mittelalters. Marco Polo berichtete, es gäbe in Georgien eine „herrliche Stadt namens Tiflissi, die von Vororten und vielen Festungen umgeben ist“.
Im 13. Jahrhundert wurde die Stadt von den Choresmiern verwüstet. Von 1386 bis 1402 gehörte Tiflis zum zentralasiatischen Reich Timurs.

### Neuzeit

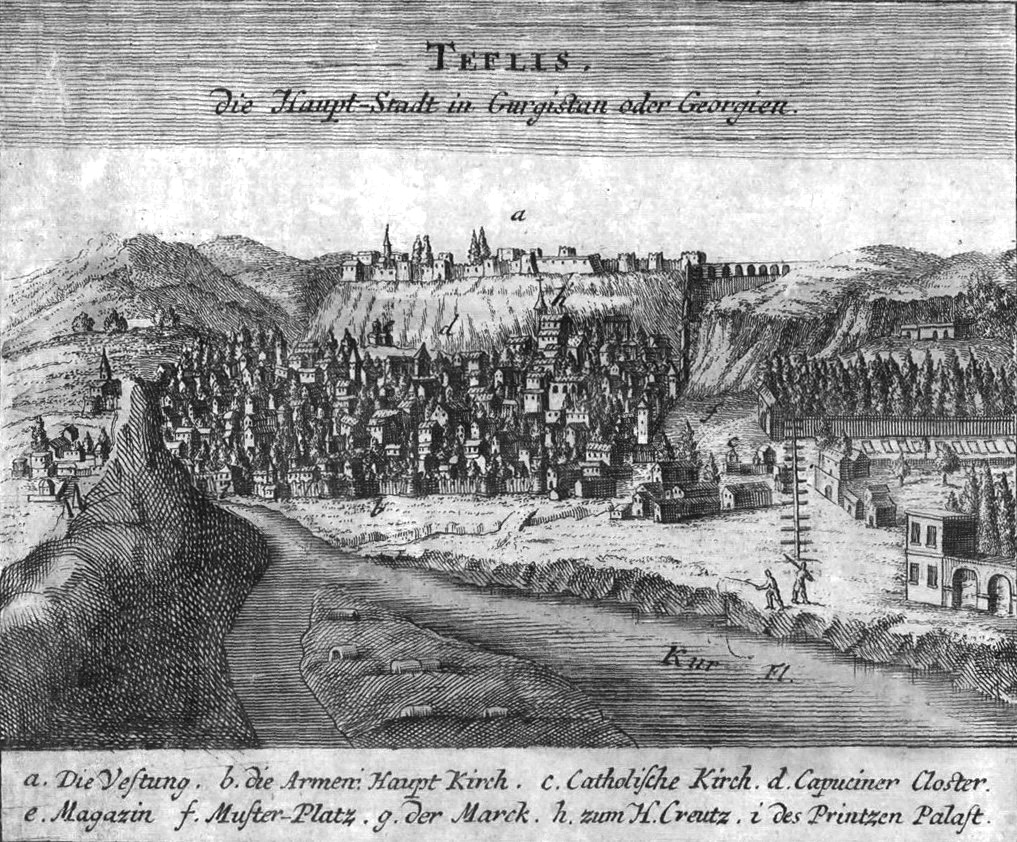
Tiflis im Jahr 1734 (aus Verschiedene Prospecte der Vornemsten Stadten in Persien samt vorderst einer unsern dem Caspischen Meer, dem Russischen Reich zugehörig gelegenem Stadt, zu mehrenem Liecht und rleuterung der neu – verfertigten Persianischen Land – Charten, von Johann Baptist Homann).

Im 17. Jahrhundert fiel die Stadt unter türkische Herrschaft, wurde vom georgischen König Irakli II. zurückerobert und befestigt. Im 18. Jahrhundert bemächtigten sich die Türken abermals der Stadt, wurden aber 1735 von Nader Schah von Persien wieder vertrieben, der den georgischen König Theimuras einsetzte. Dessen Sohn Irakli brachte die Stadt zu hoher Blüte.
1795 marschierten die Perser unter Schah Aga Mohammed Khan (georgisch Aga Mohammed Chan Irakli) in Georgien ein. Nach der Schlacht von Krtsanisi wurde Tiflis völlig zerstört und 22.000 Menschen in Sklaverei verschleppt. Im November 1799 besetzte der russische Generalmajor Lasarus die Stadt.

### Russisches Reich

Tiflis im Jahr 1910

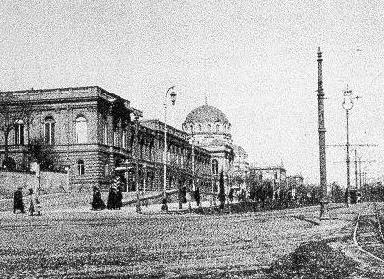
Palast des russischen Vizekönigs in Tiflis 1892

Nach der Annexion 1801 wurde Georgien Teil des Russischen Reiches und Tiflis wurde nach wiederholten Änderungen der Verwaltungsstruktur 1850 Hauptstadt des gleichnamigen Gouvernements (russisch: Tiflisskaja Gubernija). Russland verwaltete von dort aus den Kaukasus.
In der georgisch-orthodoxen Sioni-Kathedrale zwang der russische General Carl Heinrich von Knorring am 12. April 1802 die georgische Aristokratie und Geistlichkeit mit Waffengewalt zum Eid auf die russische Zarenkrone.
Russland förderte andererseits den Handelsplatz, befreite einen Großteil der in Tiflis verkauften Waren sowie Transitgüter von Steuern. Die Stadt erblühte und die Bevölkerung wuchs von 8500 im Jahr 1811 auf fast 30.000 im Jahr 1825.
Das heutige Stadtbild prägte sich in der Mitte des 19. Jahrhunderts aus. Auf Initiative des russischen Vizekönigs Fürst Michail Woronzow wurde die Stadt nach 1845 modernisiert und erweitert. Er berief den Italiener Giovanni Scudieri als Chefarchitekten, gründete das erste Theater und die erste öffentliche Bibliothek in Transkaukasien. Die alten Stadtmauern wurden abgerissen und Tiflis dehnte sich nach Norden und Westen aus.
Im heutigen Stadtzentrum, an der Allee Rustawelis Gamsiri, wurden elegante Paläste, Hotels, Wohnhäuser und Museen im Stil des Klassizismus, des Barock und später des Jugendstils gebaut. Der deutsche Landschaftsarchitekt Heinrich Scharrer und der deutsche Architekt Otto Simonson legten zusammen den Alexanderpark im Stadtzentrum an. Um den Handel zu stärken, wurde die Tiflisstraße gebaut und Tiflis 1872 per Eisenbahn mit Poti und 1883 mit Batumi sowie Baku verbunden.
Die Zahl der Industrieunternehmen wuchs von 138 im Jahr 1864 auf 228 im Jahr 1883. 1886 hatte Tiflis 104.024 Einwohner. Es handelte sich hauptsächlich um Armenier, Russen und Georgier, daneben Deutsche, Tataren, Perser und Polen. Bei der ersten gesamtrussischen Volkszählung von 1897 wurde für Tiflis eine Einwohnerzahl von 159.590 ermittelt. Zahlenmäßig stärkste Bevölkerungsgruppe mit knapp 30 Prozent waren damals noch die Armenier, gefolgt von den Russen mit 28 Prozent. Die Georgier stellten nur ein Viertel der Stadtbewohner.

### Erste Republik und Sowjetunion

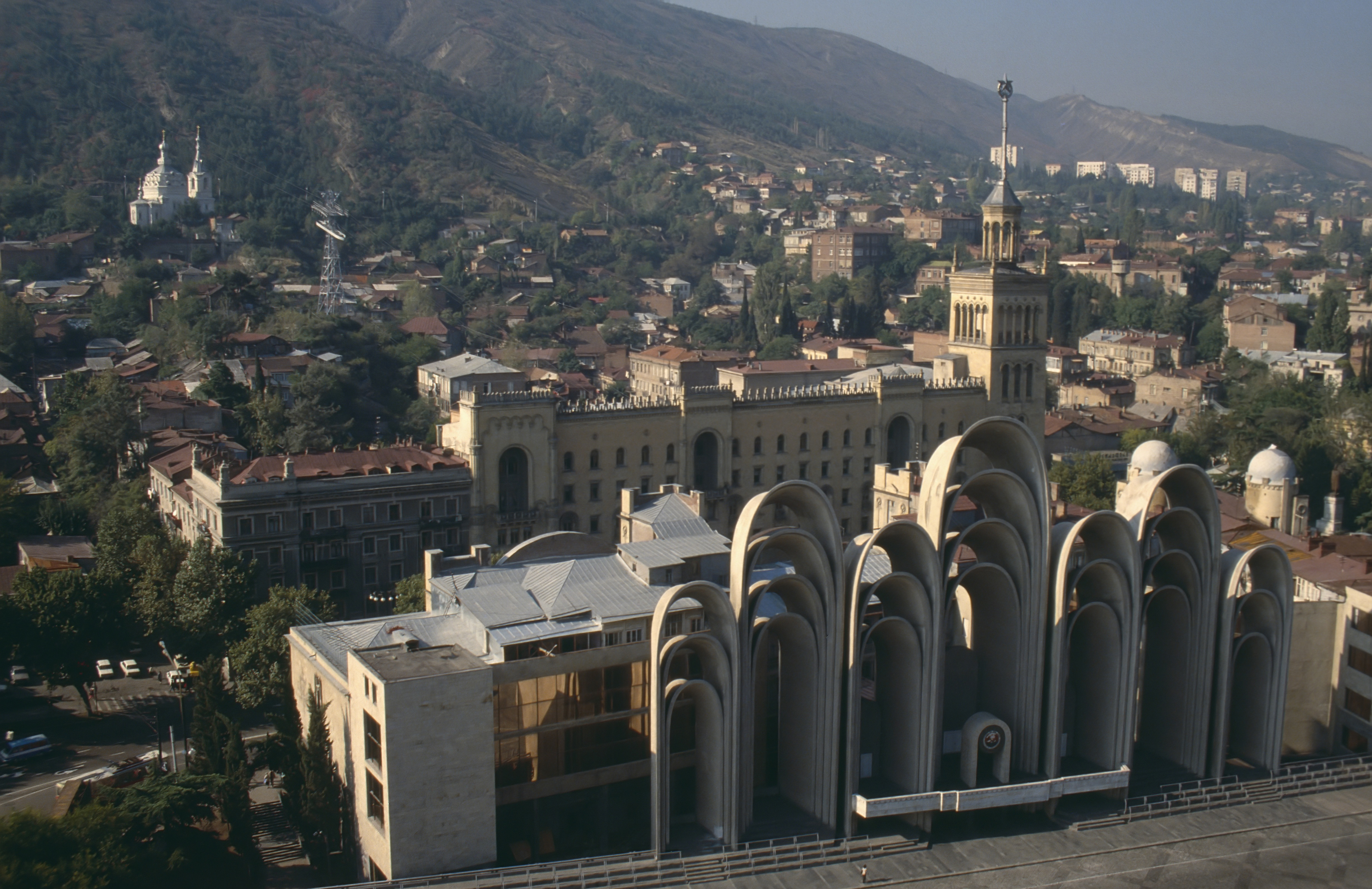
Tribüne für Paraden im Jahr 1988. Heute durch neue Gebäude ersetzt.

Am 16. Mai 1918 wurde Tiflis Regierungssitz der Demokratischen Republik Georgien. Am 25. Februar 1921 besetzte die 11. Armee der Roten Arbeiter- und Bauernarmee Tiflis und gliederte es Sowjetrussland an. Bürgermeister Beniamin „Benia“ Tschchikwischwili flüchtete nach Frankreich. Tiflis wurde Hauptstadt der Georgischen SSR und war zwischen 1922 und 1936 gleichzeitig Hauptstadt der Transkaukasischen SFSR.
Unter sowjetischer Herrschaft dehnte sich die Stadt von 53 Quadratkilometern im Jahr 1920 auf 365 Quadratkilometer im Jahr 1989 aus. Durch Industrieansiedlung in den 1940er Jahren wuchs die Bevölkerung von Tiflis enorm an. In der Stadt bestand das Kriegsgefangenenlager 236 für deutsche Kriegsgefangene des Zweiten Weltkriegs. Tote wurden auf zwei Kriegsgefangenenfriedhöfen in Einzel- oder Massengräbern beerdigt. Schwer Erkrankte wurden im Kriegsgefangenenhospital 1563 versorgt. Auf dem Hospitalfriedhof wurden bis 1946 bereits mehr als 3400 Verstorbene beerdigt.
1956 demonstrierten Studenten und Schüler gegen die sowjetische Herrschaft in Georgien. Mindestens 80 von ihnen wurden beim Massaker von Tiflis getötet. Ab 1951 entstanden große Neubaugebiete mit einförmigen Wohnblöcken. 1966 wurde die erste, 1979 die zweite U-Bahn-Linie eröffnet, 1972 auf dem Berg Mtazminda ein Fernsehturm von 274,5 Meter Höhe errichtet.
1989 kam es in Tiflis zu Demonstrationen gegen die Kommunistische Partei und für staatliche Unabhängigkeit. Das Vorgehen sowjetischer Fallschirmjäger unter Führung von Oberst Alexander Lebed gegen Hungerstreikende im Zentrum von Tiflis am 9. April mit scharf geschliffenen Spaten und Giftgas endete mit 20 Toten.

### Zweite Republik

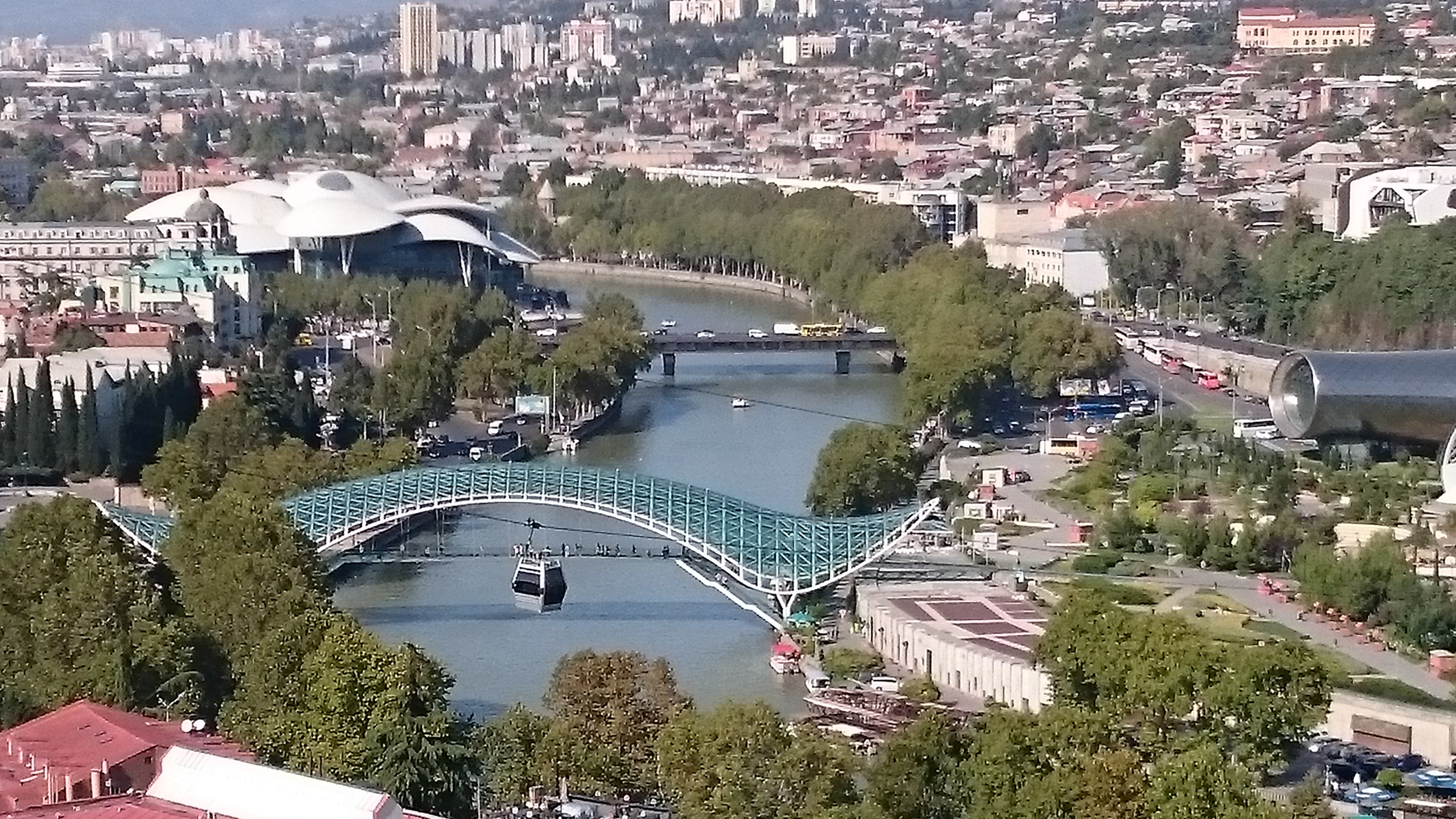
Moderne Strukturen: Luftseilbahn, Friedensbrücke, dahinter das neue Bürgerzentrum

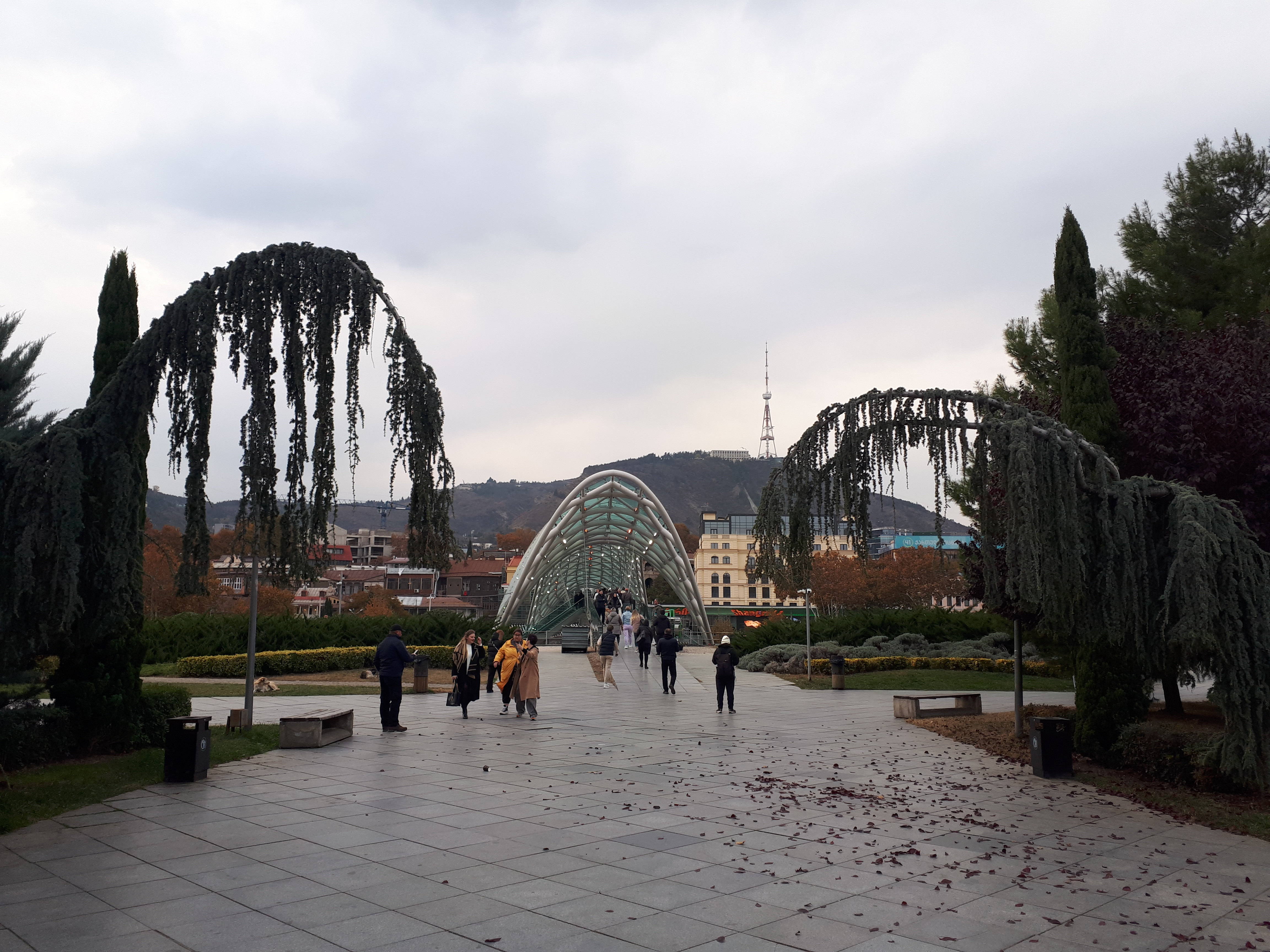
Friedensbrücke, im Hintergrund der Fernsehturm

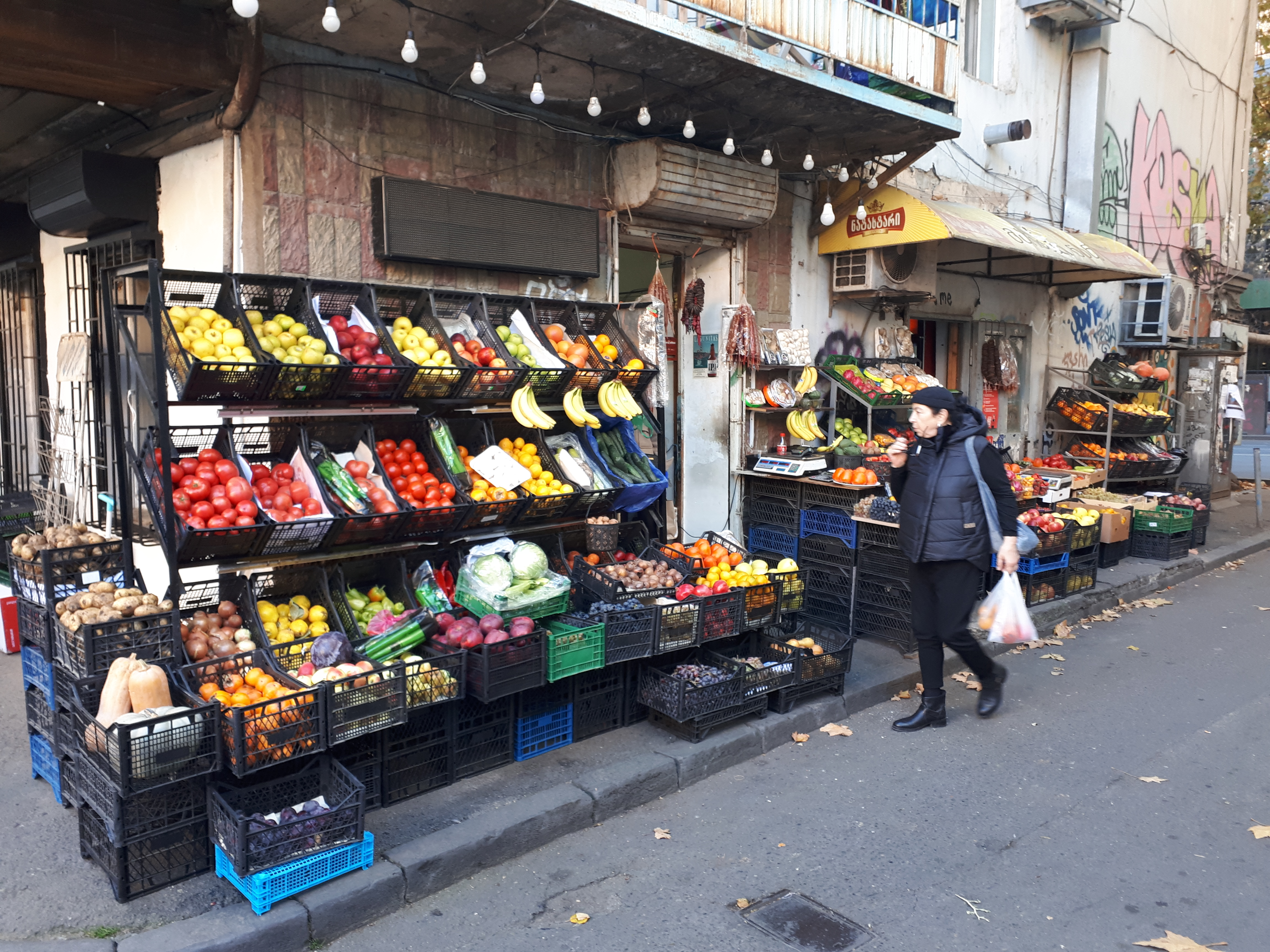
Geschäfte im Stadtzentrum

Nach der Unabhängigkeit des Landes 1991 wurde Tiflis die Hauptstadt Georgiens. Ein Militärputsch gegen Präsident Swiad Gamsachurdia führte zwischen Dezember 1991 und Januar 1992 zum Tbilisser Krieg, bei dem die Innenstadt um den Rustaweli-Boulevard durch Panzer, Artillerie und Raketen stark beschädigt wurde. Im November 2003 fand vor und im Parlamentsgebäude die Rosenrevolution statt, die eine reformerische Wende in Georgien einleitete.
Die Stadt entwickelt sich in den 2000er und 2010er Jahren schnell. Straßen und öffentlicher Nahverkehr wurden modernisiert, und bedeutende öffentliche Bauten sind nachts farbig und wechselnd beleuchtet. Sehenswürdigkeiten werden restauriert und sind gut erreichbar.

## Bevölkerung

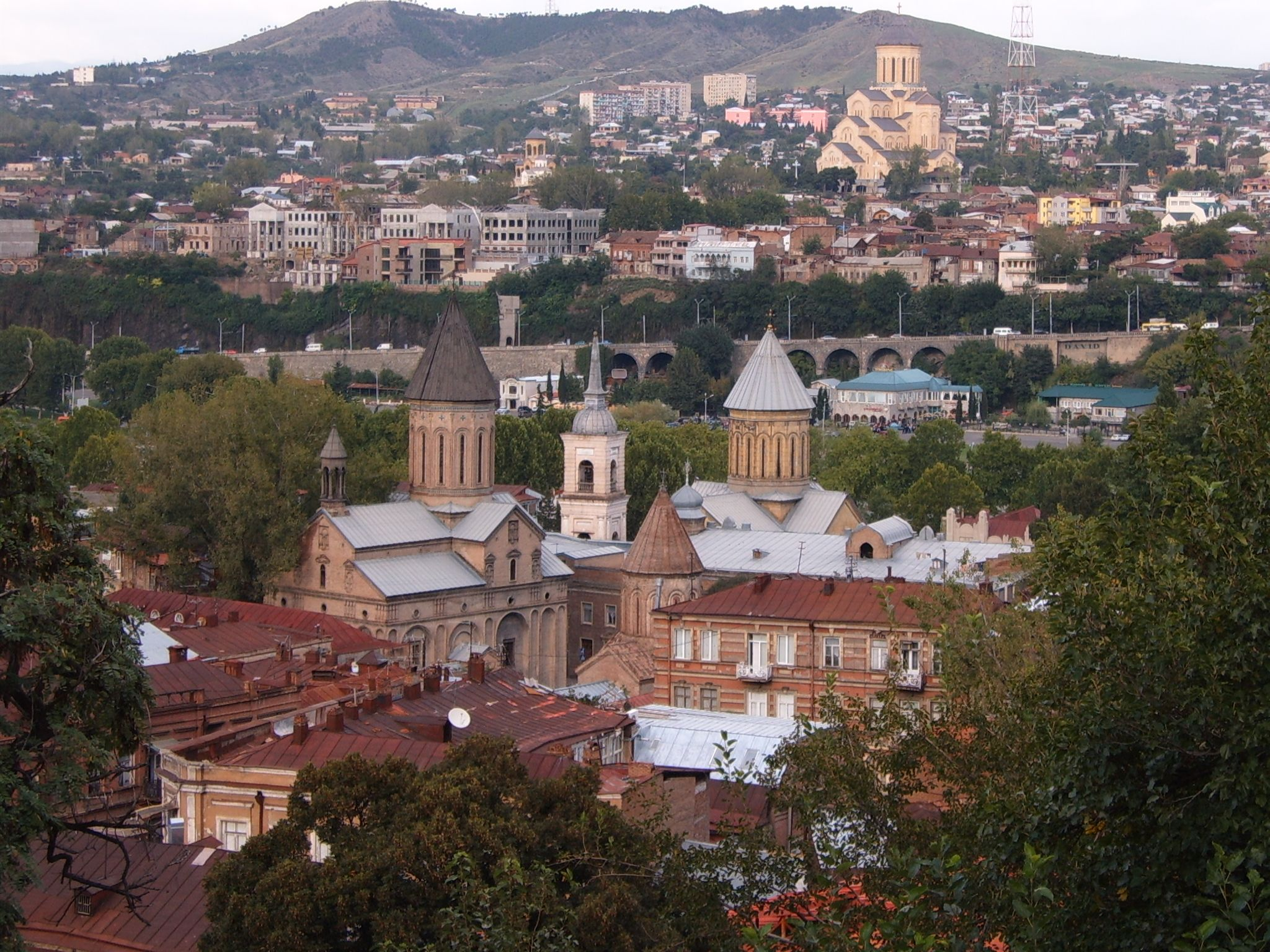
Ansicht der Altstadt, im Hintergrund die Dreifaltigkeits-Kathedrale

Rund 30 Prozent der Einwohner Georgiens leben heute in Tiflis und Umgebung. Die Einwohnerzahl der eigentlichen Stadt betrug bei der letzten Volkszählung 2014 1.062.282, für das gesamte der Stadtverwaltung unterstellte Gebiet (mit dem Rang einer Region) 1.108.717. Damit ist sie gegenüber der vorangegangenen Volkszählung 2002 leicht zurückgegangen, als in der Stadt 1.073.345 und in der Region 1.121.292 Menschen lebten. Der Bevölkerungsrückgang gegenüber der maximalen Einwohnerzahl von 1.259.692 bei der Volkszählung 1989 hat sich somit erheblich verlangsamt.
Bevölkerungsentwicklung
Anmerkung: ab 1897 Volkszählungsdaten

In Tiflis waren nach der Zählung 2014 rund 90 Prozent der Bevölkerung Georgier, 4,8 Prozent Armenier, 1,4 Prozent Aserbaidschaner, 1,2 Prozent Russen, 1,0 Prozent Kurden (Jesiden), 0,4 Prozent Osseten, 0,3 Prozent Ukrainer und 0,2 Prozent Griechen. Damit ist gegenüber 2002 der Anteil der Georgier weiter gestiegen (von 84 %), während der Anteil insbesondere der Armenier, Russen und Kurden relativ stark zurückging (2002 entsprechend 7,6, 3,0 und 1,6 %); nur der aserbaidschanische Anteil stieg leicht (von 1,1 %).
Die Religionen sind vielfältig. Tiflis beherbergt alte Kirchengebäude der Georgischen Orthodoxen Apostelkirche, der Armenisch-gregorianischen Apostelkirche und der Römisch-katholischen Kirche. Es gibt zudem eine chaldäisch-katholische Kirche, eine georgisch-jüdische und zwei aschkenasische Synagogen, eine Moschee mit zwei Gebetsnischen, einer schiitischen und einer sunnitischen Mihrāb, einen zoroastrischen Tempel und eine lutherische Kirche.
Unter dem russischen Kaiser Alexander I. wurden württembergische Pietisten im Südkaukasus angesiedelt, die sich aus religiösen Gründen hier niederließen. Zwei von Kaukasiendeutschen bewohnte Siedlungen wurden im Laufe der Zeit mit Tiflis vereinigt, nämlich die 1817 gegründeten Siedlungen „Neu Tiflis“ und Alexanderdorf, die im heutigen Stadtteil Didube-Tschugureti liegen. 1941 wurden auf Erlass Stalins die deutschstämmigen Bewohner nach Sibirien deportiert, womit deren Präsenz in Tiflis jählings endete. Im Bereich des ehemaligen Neu Tiflis befinden sich heute die Botschaft Deutschlands und das ehemalige Wohnhaus der Friedensnobelpreisträgerin Bertha von Suttner. Da sich zahlreiche Vertretungen von Wirtschaftsunternehmen und Büros von politischen sowie Hilfsorganisationen aus Deutschland, darunter ein Goethe-Institut, in Tiflis befinden, hat sich eine deutsche Gemeinde entwickelt, für die 2010 die Eröffnung einer „Deutschen Internationalen Schule“ erfolgte.

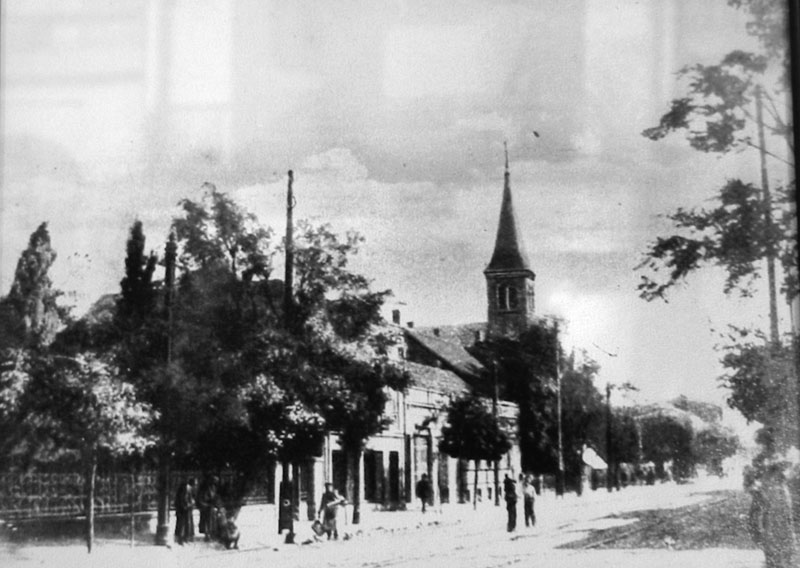
Ansicht der evangelischen Kirche der Pietisten in Neu-Tiflis (vor der Zerstörung durch die Bolschewiken).
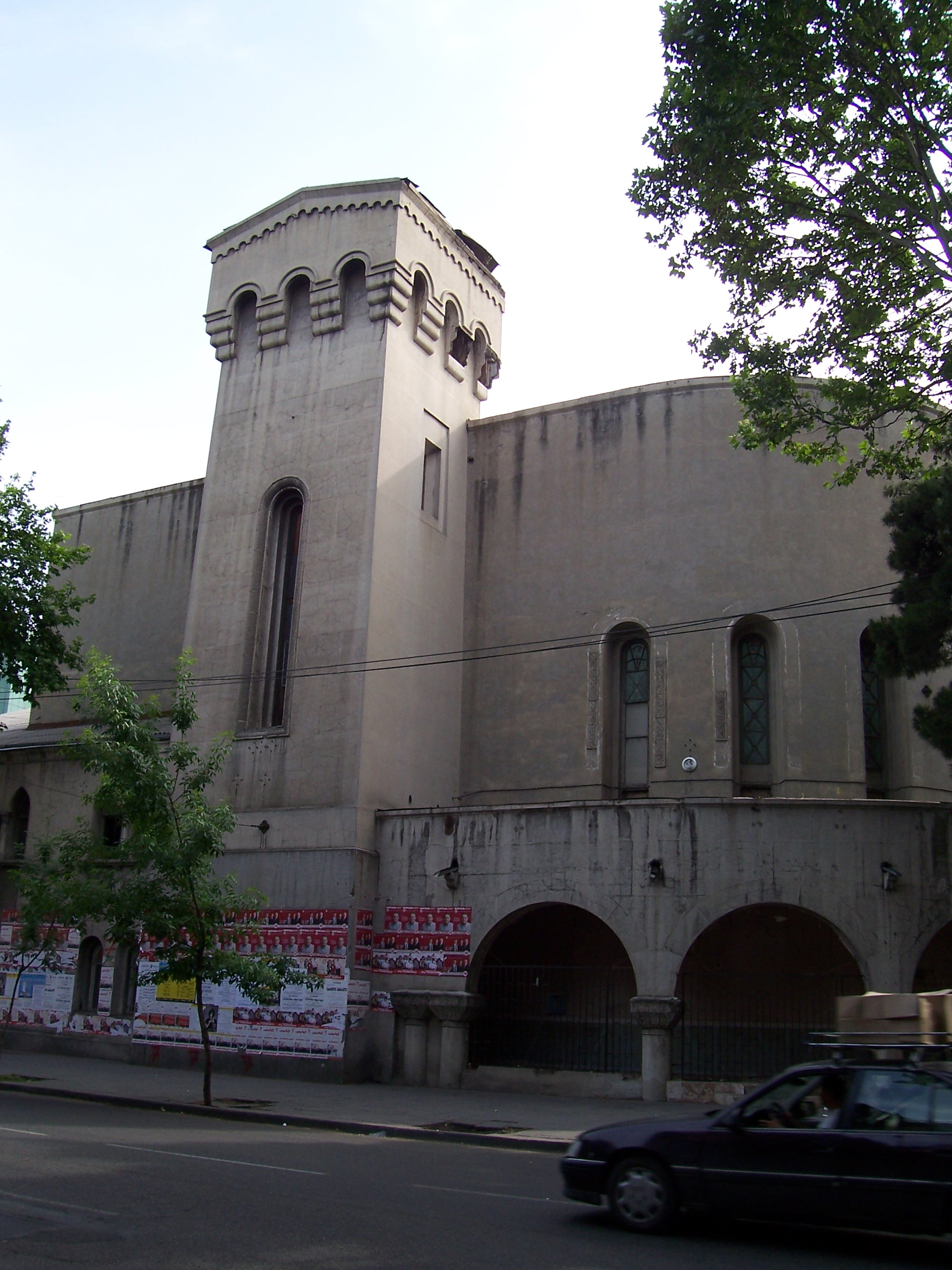
Heutige Ansicht der gleichen Kirche.
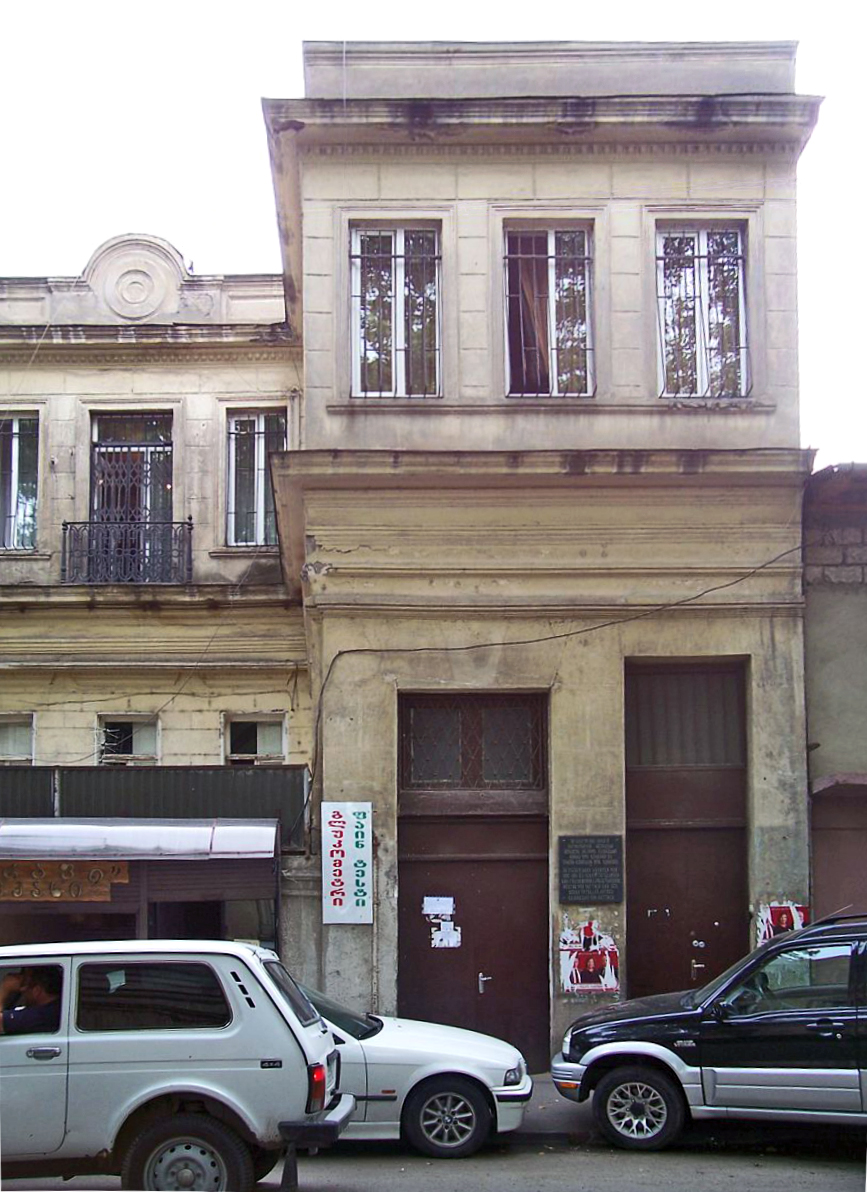
Wohnhaus Bertha von Suttners im ehemaligen Neu-Tiflis.
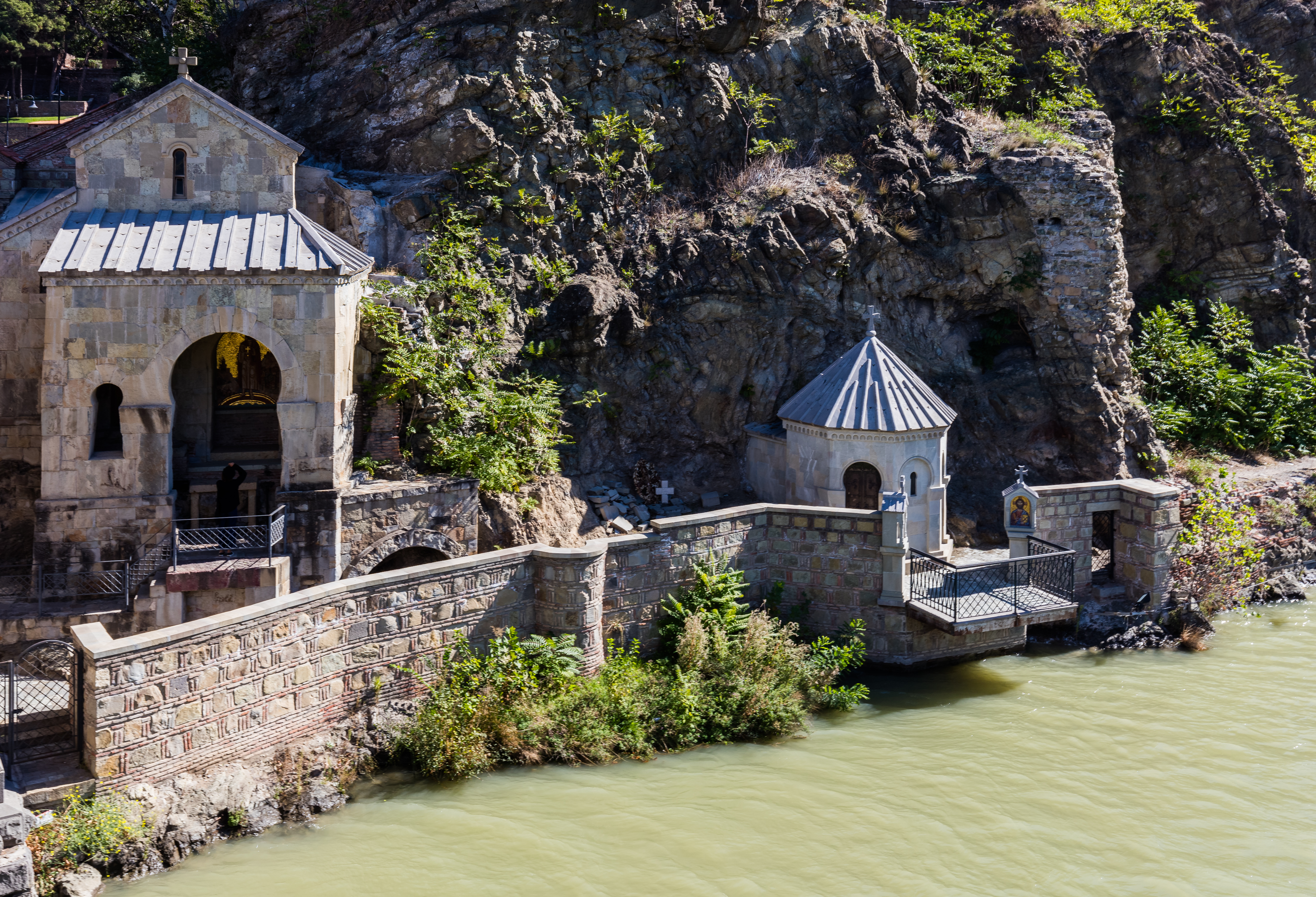
Sankt-Abo-Kirche

## Politik

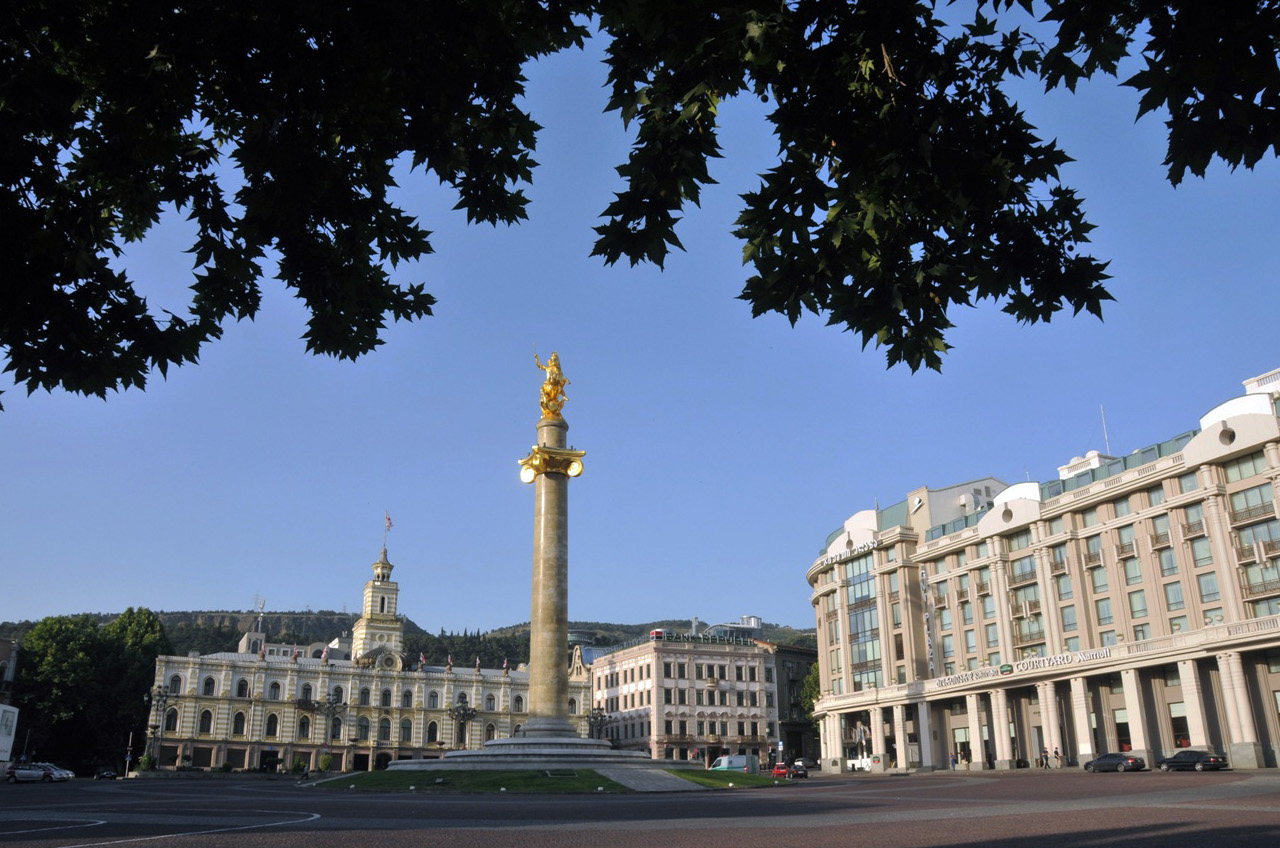
Das Alte Rathaus von Tiflis (links) mit dem Denkmal des Heiligen Georg

### Stadtverwaltung
Das Stadtoberhaupt von Tiflis ist der Bürgermeister. Stellvertreter des Bürgermeisters ist der Premier. Von 1991 bis 2005 wurden die Amtsinhaber vom georgischen Präsidenten ernannt. Seit 2006 werden sie vom Stadtrat gewählt.
Bürgermeister ist seit 2017 Kacha Kaladse (Georgischer Traum), früherer Fußballspieler unter anderem bei der AC Mailand. Sein Vorgänger war Davit Narmania (Georgischer Traum), der auf Giorgi Ugulawa (Vereinte Nationale Bewegung) folgte. Dieser war zuvor Leiter der Präsidialverwaltung. Seine Vorgänger seit der Unabhängigkeit Georgiens waren: Otar Litanischwili (1992–1993), Konstantine Gabaschwili (1993), Nikolos Lekischwili (1993–1995), Badri Schoschitaischwili (1995–1998), Iwane Sodelawa (1998–2004) und Surab Tschiaberaschwili (2004–2005). Amtierender Premier ist Temur Kurchuli. Ihm untersteht die Stadtverwaltung (georgisch Mtawroba) mit rund 1700 Mitarbeitern in 40 verschiedenen Abteilungen. Es gehört zu seinen Aufgaben, das Stadtbudget festzulegen.

### Stadtrat

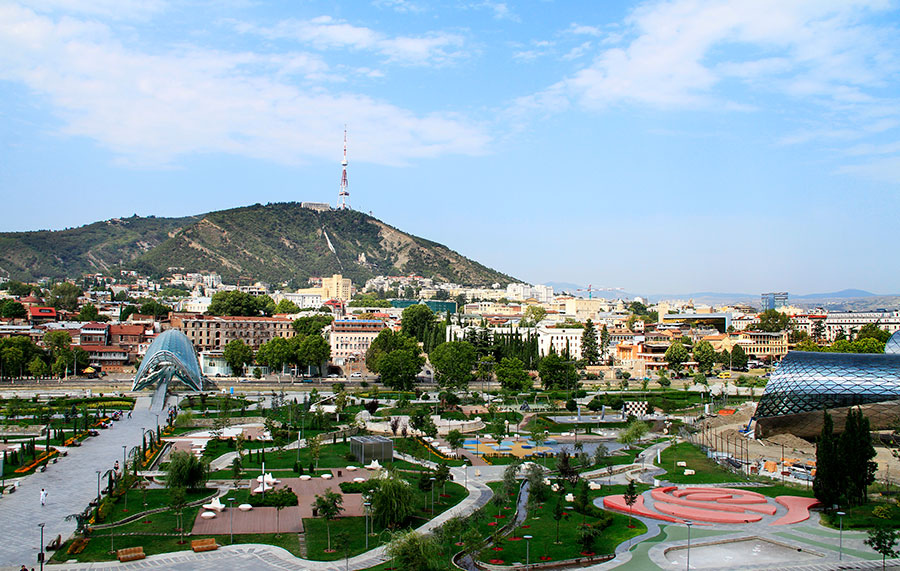
Blick vom Rike-Park zur Friedensbrücke und dem Fernsehturm

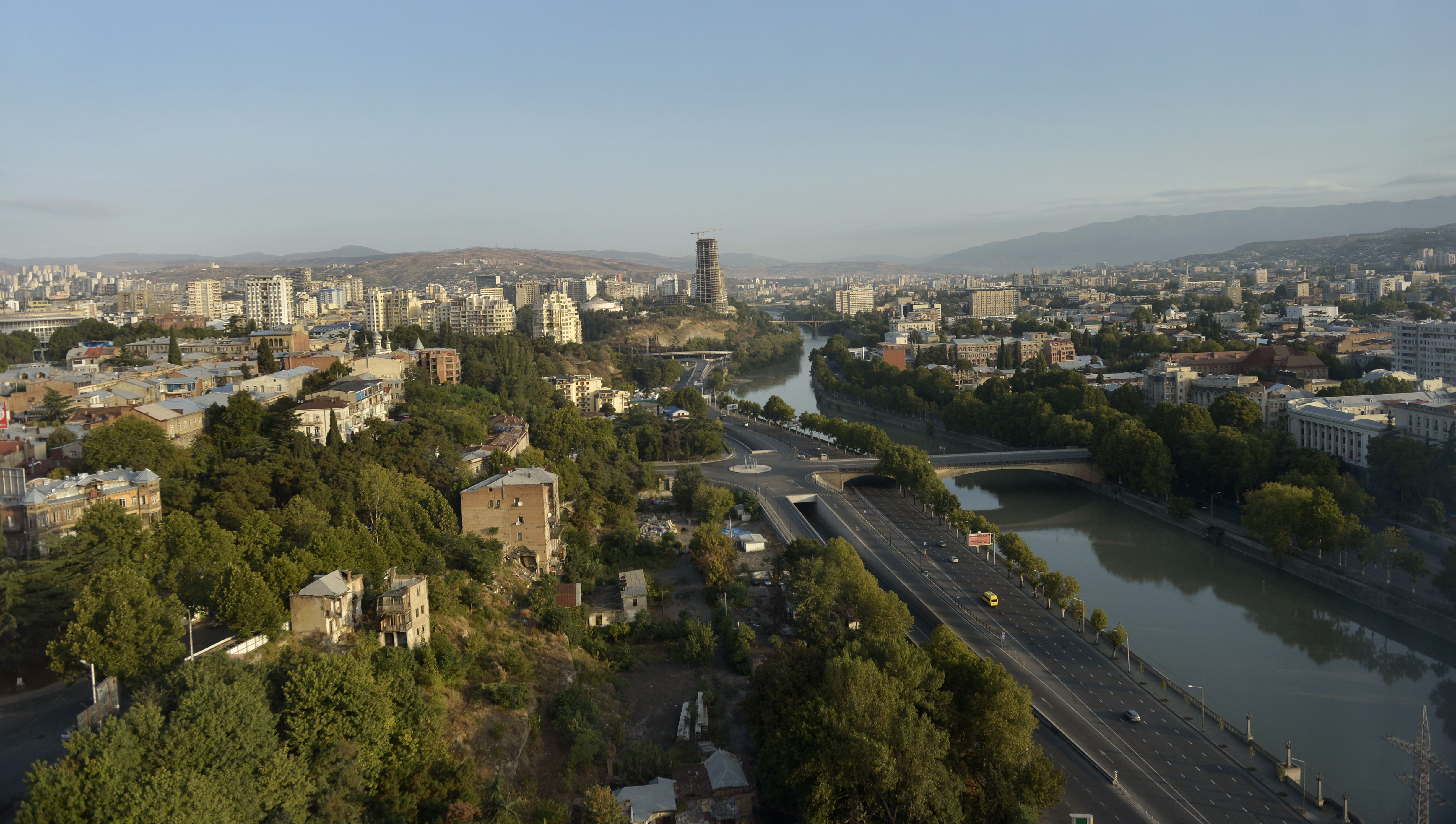
Ansicht des Stadtzentrums

Bürgermeister und Stadtverwaltung werden von dem alle vier Jahre gewählten Stadtrat (georgisch Sakrebulo) kontrolliert. Er hat 50 Mitglieder und tritt alle drei Monate zusammen. Nach den Stadtratswahlen vom 2. Oktober 2021 hält die Partei Georgischer Traum (KO) mit 29 Sitzen (40,4 %) eine absolute Mehrheit der Mandate. Neben dem KO sind die Parteien Vereinte Nationale Bewegung (28,0 %; 13 Sitze), Für Georgien (8,9 %; 4 Sitze), Lelo für Georgien (3,6 %; 2 Sitze), Girchi – Mehr Freiheit (3,3 %; 1 Sitz) und Für die Menschen (2,6 %; 1 Sitz) im Stadtrat von Tiflis vertreten.

### Stadtgliederung
Tiflis hat seit der jüngsten Neugliederung 2013 zehn Stadtrajone (georgisch რაიონი raioni): Saburtalo und Wake im Westen, Krzanissi und Mtazminda im Süden, Didube und Tschughureti im Norden, Gldani und Nadsaladewi im Osten sowie Issani und Samgori im Südosten. Jeder Rajon hat eine Verwaltung, die von einem Gouverneur (georgisch გამგებელი gamgebeli) geleitet wird.
Die Rajone entstanden durch Aufteilung der seit den 1990er-Jahren existierenden Bezirke Didube-Tschughureti, Gldani-Nadsaladewi, Issani-Samgori, Mtazminda-Krzanissi und Wake-Saburtalo. Die seit 2007 bestehenden Rajone Dsweli Ubani (deutsch ‚Altstadt‘) und Didgori wurden zugleich aufgelöst und deren Territorien auf die umliegenden, bereits vor 2007 bestehenden Rajone verteilt: die zentral gelegene Altstadt/Dsweli Ubani auf Issani, Krzanissi, Mtazminda, Tschughureti und Wake, das 2007 aus Teilen von Mtazminda und Wake sowie einem größeren, zuvor zum Rajon Gardabani gehörenden Gebiet im Südwesten des Stadtgebietes gebildete Didgori wieder auf die Rajone Mtazminda und Wake.
Neben dem eigentlichen Stadtgebiet umfasst das zur Stadt gehörige, einer Region gleichgestellte Gebiet noch vier Klein- oder Minderstädte (georgisch დაბა daba), hervorgegangen aus in der sowjetischen Periode gebildeten Siedlungen städtischen Typs, sowie 22 andere Ortschaften in der Umgebung mit insgesamt 46.435 Einwohnern (2014). Diese Orte standen bis zur Bildung der Munizipalitäten in Georgien 2007 unter Verwaltung der umliegenden Rajonen Gardabani und Mzcheta. Seither sind sie verwaltungstechnisch dem jeweils angrenzenden Stadtrajon von Tiflis unterstellt und liegen auf dem somit erweiterten Gebiet der Hauptstadtregion Tiflis.
2014 verteilten sich die Einwohner wie folgt auf die Rajone und Orte im umliegenden Gebiet (Einwohnerzahlen in Klammern, Minderstädte kursiv):
| Rajon        | Georgisch                              | Einwohner (Stadt) | Einwohner (außerhalb) | Zugehörige Ortschaften                                                                                               |
| ------------ | -------------------------------------- | ----------------- | --------------------- | --- |
| Didube       | Didubis raioni დიდუბის რაიონი          | 70.018            |                       | |
| Gldani       | Gldanis raioni გლდანის რაიონი          | 168.345           | 8.869                 | Gldani (3.669), Sahessi (5.200) (alle 1)                                                                             |
| Issani       | Isnis raioni ისნის რაიონი              | 125.610           |                       | |
| Krzanissi    | Krzanissis raioni კრწანისის რაიონი     | 34.834            | 4.452                 | Ponitschala 2 (4.452)                                                                                                |
| Mtazminda    | Mtazmindis raioni მთაწმინდის რაიონი    | 40.482            | 8.570                 | Kiketi (207), Kodschori (1.232), Okroqana (2.253), Schindissi (1.722), Tabachmela (2.073), Zawkissi (1.083) (alle 2) |
| Nadsaladewi  | Nadsaladewis raioni ნაძალადევის რაიონი | 154.067           |                       | |
| Saburtalo    | Saburtalos raioni საბურთალოს რაიონი    | 130.652           | 7.841                 | Didgori (78), Dighomi (7.497), Koschigora (23), Surgowana (131), Telowani (59), Wedsissi (53) (alle 1)               |
| Samgori      | Samgoris raioni სამგორის რაიონი        | 168.974           | 8.870                 | Didi Lilo (2.417), Nassaguri (1.509), Patara Lilo (666), Warketili (3.004), Zinubani (1.274) (alle 2)                |
| Tschughureti | Tschughuretis raioni ჩუღურეთის რაიონი  | 65.230            |                       | |
| Wake         | Wakis raioni ვაკის რაიონი              | 104.070           | 7.833                 | Achaldaba 3 (128), Agaraki 1 (144), Betania 2 (30), Kwesseti 2 (8), Tchinwala 1 (357), Zqneti 4 (7.166)              |

### Städtepartnerschaften

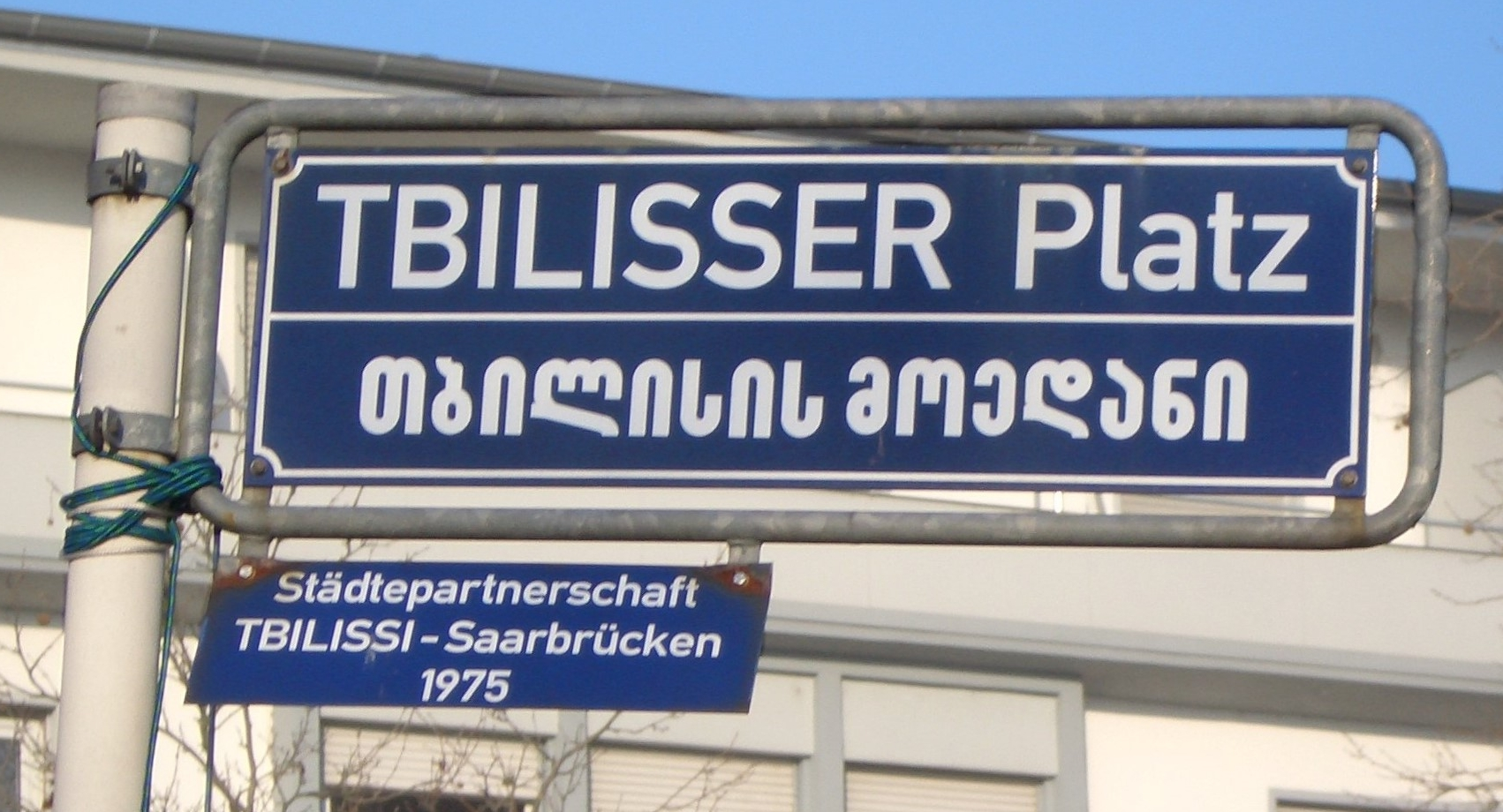
Tbilisser Platz in Saarbrücken

Tiflis unterhält mit folgenden Städten eine Städtepartnerschaft
| Stadt       | Land                            | seit | Typ           |
| ----------- | ------------------------------- | ---- | ------------- |
| Ankara      | Türkei                          | 1996 | Partnerschaft |
| Astana      | Kasachstan                      | 2005 | Partnerstadt  |
| Athen       | Attika, Griechenland            | 1997 | Partnerschaft |
| Atlanta     | Georgia, Vereinigte Staaten     | 1987 | Partnerstadt  |
| Baku        | Aserbaidschan                   | 1993 | Partnerschaft |
| Bilbao      | Euskadi, Spanien                | 1989 | Partnerstadt  |
| Bristol     | England, Vereinigtes Königreich | 1988 | Partnerstadt  |
| Budapest    | Közép-Magyarország, Ungarn      | 2011 | Partnerschaft |
| Bukarest    | Muntenia, Rumänien              | 2009 | Partnerstadt  |
| Charkiw     | Ukraine                         | 2012 | Partnerschaft |
| Chișinău    | Moldau                          | 2011 | Partnerstadt  |
| Doha        | Katar                           | 2012 | Partnerstadt  |
| Dublin      | Leinster, Irland                | 2014 | Partnerschaft |
| Eskişehir   | Türkei                          |      |               |
| Guangzhou   | Zhongnan, Volksrepublik China   | 2014 | Partnerschaft |
| Innsbruck   | Tirol, Österreich               | 1982 | Partnerstadt  |
| Istanbul    | Türkei                          | 2006 | Partnerstadt  |
| Jerewan     | Armenien                        | 1996 | Partnerstadt  |
| Jerusalem   | Israel                          | 1998 | Partnerschaft |
| Kairo       | al-Qahira, Ägypten              | 2012 | Partnerstadt  |
| Kiew        | Ukraine                         | 1999 | Partnerstadt  |
| Krakau      | Małopolskie, Polen              | 2009 | Partnerschaft |
| Lima        | Peru                            | 2018 | Partnerstadt  |
| Lincoln     | Nebraska, Vereinigte Staaten    | 2013 | Partnerschaft |
| Ljubljana   | Kranjska, Slowenien             | 1977 | Partnerstadt  |
| Lublin      | Polen                           | 2014 | Partnerschaft |
| Lwiw        | Ukraine                         | 2013 | Partnerschaft |
| Minsk       | Belarus                         | 1994 | Partnerschaft |
| Nantes      | Pays de la Loire, Frankreich    | 1979 | Partnerstadt  |
| Odessa      | Ukraine                         | 1996 | Partnerschaft |
| Palermo     | Sizilien, Italien               | 1987 | Partnerstadt  |
| Paris       | Frankreich                      | 1997 | Partnerschaft |
| Prag        | Čechy, Tschechien               | 2015 |               |
| Riga        | Lettland                        | 2007 | Partnerschaft |
| Saarbrücken | Saarland, Deutschland           | 1975 | Partnerstadt  |
| Sofia       | Bulgarien                       | 2016 | Partnerstadt  |
| Tehran      | Iran                            | 2015 | Partnerstadt  |
| Vilnius     | Litauen                         | 2009 | Partnerstadt  |
| Warschau    | Masowien, Polen                 | 2010 | Partnerschaft |

Die Verbindung mit Saarbrücken gehörte zu den ersten deutsch-sowjetischen Städtepartnerschaften.

## Wirtschaft & Infrastruktur

### Wirtschaft
In der Hauptstadt befindet sich die nationale Wertpapierbörse, die Georgian Stock Exchange.

### Verkehr

#### Innerstädtischer öffentlicher Nahverkehr

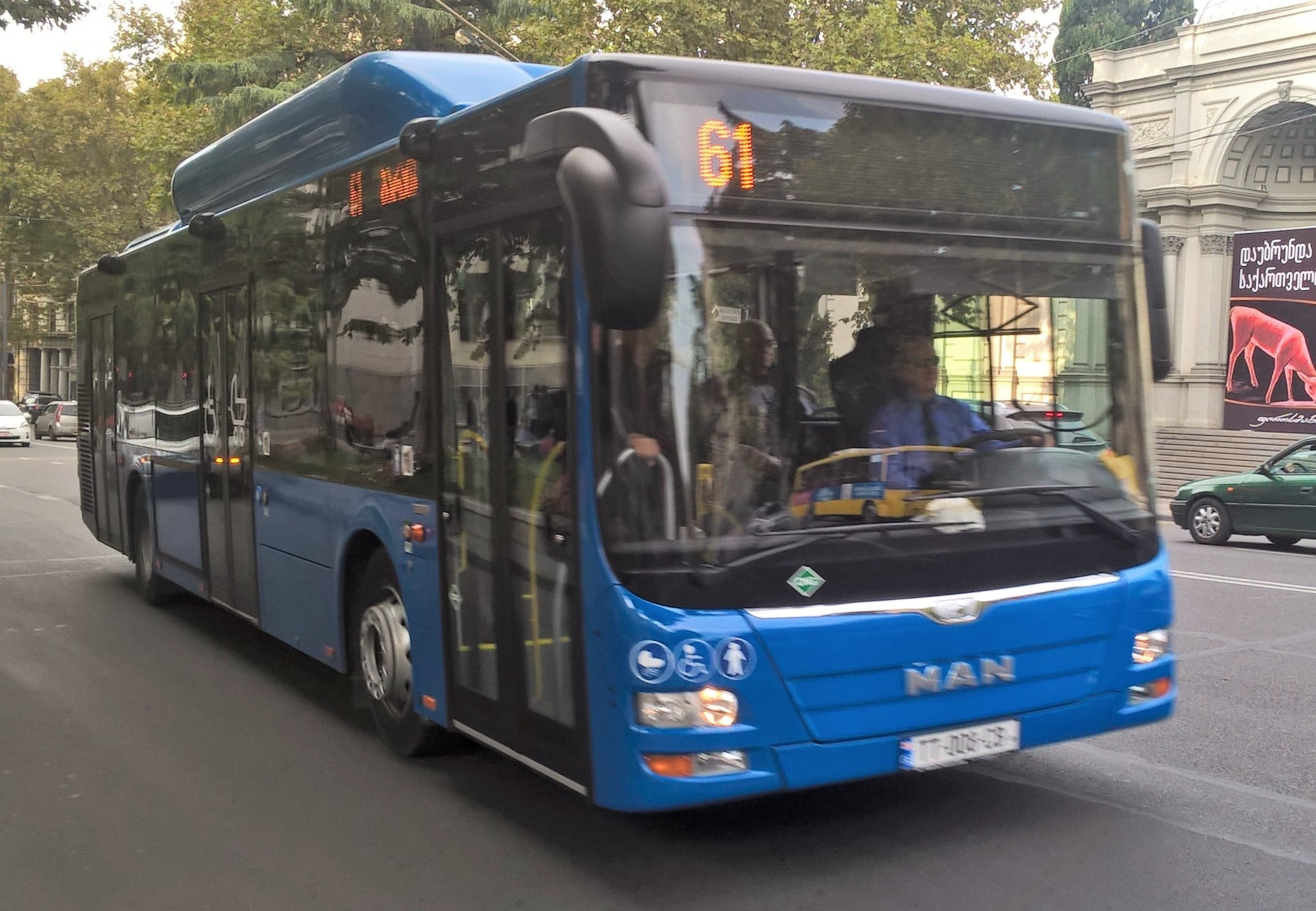
MAN Lion’s City bus in Tiflis

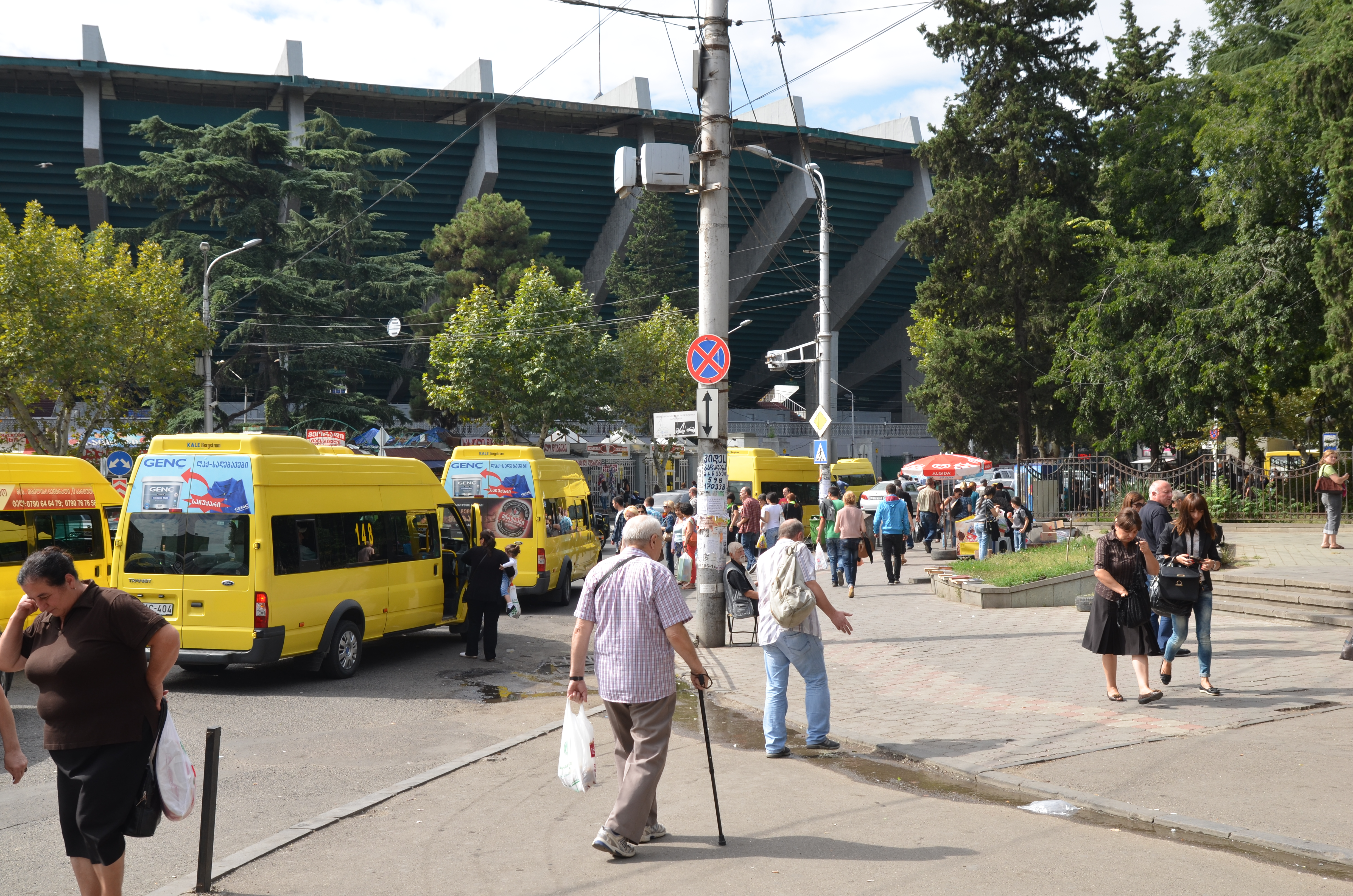
Marschrutka-Haltestelle zwischen Stadion und zentralem Markt

Das Straßennetz von Tiflis befindet sich allgemein in einem schlechten Zustand. Insbesondere in den Vororten sind einstmals gepflasterte Straßen aufgrund unterbliebener Reparaturarbeiten ungepflasterten Fahrbahnen gewichen. In der Innenstadt hingegen wird der Zustand der Straßen, insbesondere der der Hauptverkehrsachsen, internationalen Standards gerecht. Wegen der gebirgigen Geographie verträgt das Tifliser Straßennetz nach Berechnungen der UNO höchstens 4200 bis 4500 Fahrzeuge pro Stunde. Weil die Anzahl der privaten Kraftfahrzeuge seit den 1990er Jahren stetig zugenommen hat, ist das Straßennetz häufig überlastet und Verkehrsstaus gehören zum Alltag. Die Regierung setzte teilweise 25 Hauptverkehrsstraßen und Kreuzungen in Stand.
Der öffentliche Personennahverkehr wird in Tiflis von einer U-Bahn, einem Omnibus-Liniennetz – beide von stadteigenen Betrieben unterhalten – und einem städtisch regulierten, aber privat betriebenen Minibus-Liniennetz (Marschrutka) sowie von privaten Taxiunternehmen bestritten. Noch vereinzelt verkehrende Seilbahnen ergänzen dieses öffentliche Transportsystem. Das Straßenbahnnetz, 1883 als Pferdestraßenbahn begründet und ab 1904 elektrifiziert, wurde am 4. Dezember 2006 stillgelegt. Eine neue Straßenbahn mit neuen Fahrzeugen soll demnächst[veraltet] in Betrieb genommen werden. S-Bahn-Verkehr gibt es mit Ausnahme eines sporadisch vom Zentralbahnhof zum Flughafen verkehrenden Zuges nicht.

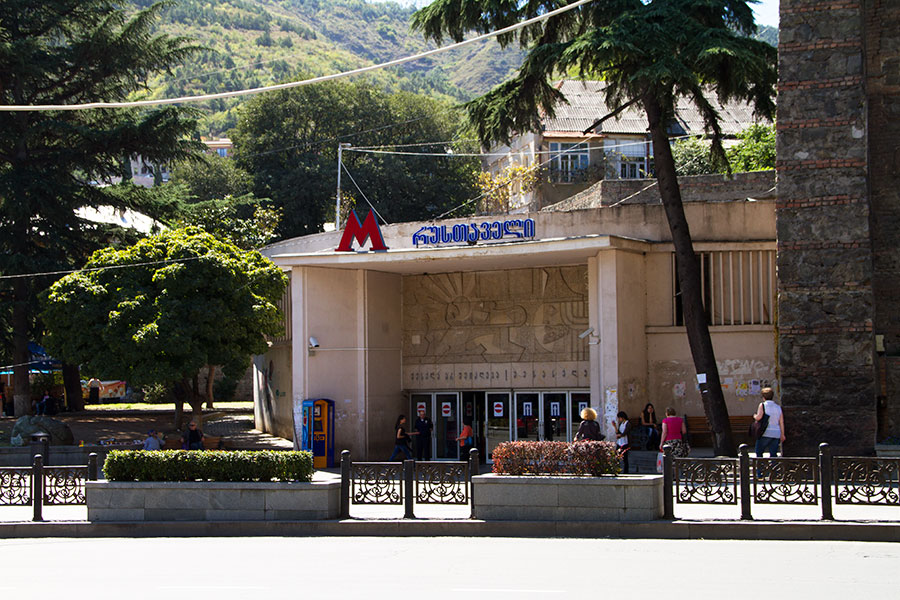
U-Bahnhof Rustaweli

Seit 1966 existiert die Metro Tiflis. Sie umfasst mittlerweile zwei Linien und hat eine Länge von 26,3 Kilometern. Eine dritte Linie war ab den späten 1980er Jahren im Bau, der aufgrund fehlender Finanzmittel nach 1991 jedoch eingestellt wurde. Die U-Bahn verkehrt von 6:00 bis 24:00 Uhr, in Spitzenzeiten im Drei-Minuten-Takt, und verbindet die Vororte mit dem Zentrum. Der Fahrpreis beträgt 50 Tetri und kann an allen Stationen an Schaltern entrichtet werden. 2008 ist eine RFID-Karte eingeführt worden, die nach Aufladung an einem der Schalter einen elektronisch gesteuerten Zugang zur Metro gewährt. Seit 2011 ist diese Karte für die Nutzung der Metro obligatorisch. Sie kann für einen Lari an jedem Schalter erworben und wieder zurückerstattet werden. Innerhalb eines Verkehrstages gibt es für die Nutzung Skaleneffekte bei der Preisberechnung: So kostet die erste Entwertung 50 Tetri, die zweite 30 Tetri und jede weitere 20 Tetri am Tag. Das Ticket ist in der Metro und in Bussen der Tifliser Verkehrsbetriebe gültig. Tages-, Wochen-, Monats-, Jahreskarten oder andere Abo-Angebote werden nicht angeboten.
Das traditionelle öffentliche Verkehrsmittel war seit 1937 der Oberleitungsbus. In den 1970er und 1980er Jahren verkehrten in der Hauptstadt rund 300 Oberleitungsbusse der Marke Škoda. 1990 gab es davon noch 137 Stück, deren Anzahl bis 2004 auf 80 sank, von denen allerdings lediglich 40 funktionsfähig waren. Der Oberleitungsbusverkehr wurde am 4. Dezember 2006 eingestellt.
2004 wurden erstmals wieder neue Omnibusse für ein neu errichtetes Busliniennetz angeschafft. Die Europäische Bank für Wiederaufbau und Entwicklung hat der Tifliser Verkehrsgesellschaft 2005 einen Kredit über 3,1 Millionen Euro gewährt, mit dem Omnibusse aus der Ukraine und aus den Niederlanden erworben worden sind. Diese mit einem gelben Anstrich versehenen Omnibusse bedienen seither ein Liniennetz, das einen preisgünstigen öffentlichen Transport bis in entlegenere Stadtteile garantiert.
Die seit den 1990er Jahren verkehrenden privaten Minibusse, Marschrutki genannt, stellen das vorletzte Glied des öffentlichen Transportwesens jenseits der Omnibuslinien dar. Es handelt sich meist um aus Westeuropa importierte, mit sechzehn Sitzplätzen ausgestattete, handwerklich umgebaute Kleintransporter. Sie verkehren in von zunächst 72 auf inzwischen 223 von der Stadtverwaltung festgelegten Linien von frühmorgens bis etwa 23 Uhr und stellen ein preisgünstiges öffentliches Transportmittel dar, das teils in Konkurrenz zu den Omnibuslinien steht, teils das Busliniennetz bis in die entlegensten Stadtteile ergänzt. Der behördlich festgelegte Fahrpreis in Höhe von 80 Tetri, für gewisse Kurzstrecken am Stadtrand 40 Tetri, wird bei Erreichen des Ziels beim Fahrer entrichtet. In Marschrutki neueren Typs, erkennbar an ihrer gelben Farbe und der digitalen Linienanzeige, ist ebenfalls die Bezahlung mit RFID-Karte möglich.
Als Ergänzung des öffentlichen Transportwesens dient das Taxigewerbe. In Tiflis gibt es eine überproportional hohe Anzahl von Taxis, die rund um die Uhr in der gesamten Stadt verkehren. Sie werden üblicherweise vom Straßenrand aus herangewinkt; es gibt kaum Taxistände. Der Fahrpreis für das Taxi ist deutlich höher als der für die Omni- und Minibusse und wird mit dem Fahrer, möglichst vor Fahrtantritt, individuell ausgehandelt (innerhalb des Stadtgebietes je nach Entfernung etwa zwischen 2 und 10 Lari). Seit 2008 erscheinen Taxiketten auf dem Markt, deren Fahrzeuge technisch und bei der Ausstattung einen Standard nach internationalen Maßstäben garantieren wollen und über Taxameter verfügen.

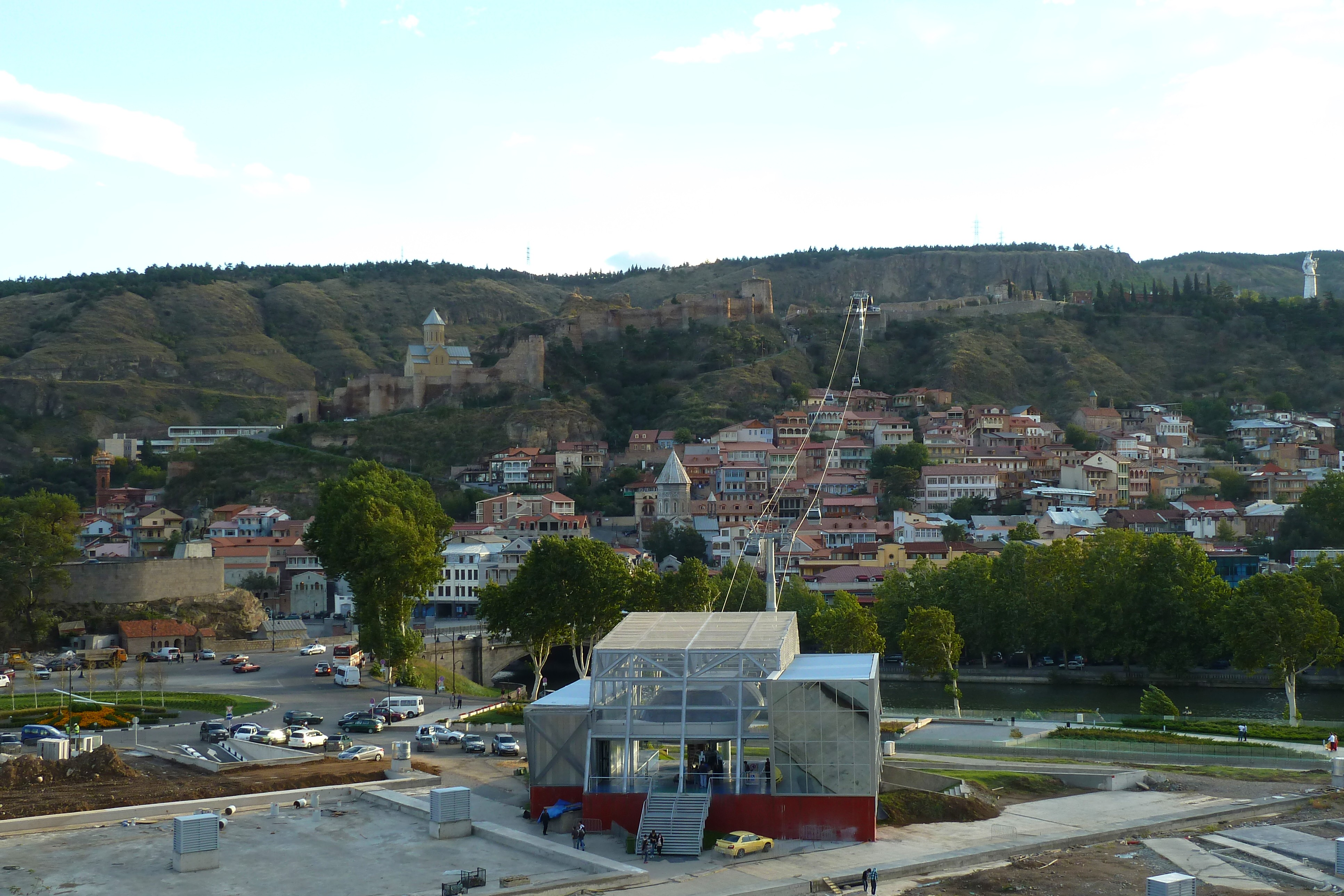
Seilbahn zur Narikala-Festung

Eine Besonderheit des Tifliser Nahverkehrs waren öffentliche Luftseilbahnen, die das Stadtzentrum beziehungsweise tiefer gelegene Teile mit den Bezirken auf den Plateaus oberhalb der steilen Berghänge verbanden. Wegen fehlender Mittel zur Instandhaltung war bis 2009 von ehemals einem Dutzend Anlagen nur noch eine einzige im Stadtteil Wake zum Schildkrötensee hinauf in Funktion, die zudem eher touristischen Zwecken diente. Seit 2010 ist diese außer Betrieb. Am 18. Juni 2012 wurde eine neue Seilbahn eröffnet, die den Rike-Park mit der Nariqala-Festung verbindet und ebenso eher touristisches Publikum ansprechen dürfte. Gebaut wurde die moderne Gondelbahn vom italienischen Unternehmen Leitner ropeways.
Die Stadtverwaltung ist derzeit bemüht, die hohe Zahl von Kleinbussen und Taxis zu reduzieren, um Staus aufzulösen und die überaus hohe Schadstoffbelastung der Luft insbesondere im tiefer gelegenen Innenstadtbereich zu verringern.

#### Überregionaler öffentlicher Nahverkehr
Seit 1872 ist Tiflis an das Eisenbahnnetz angeschlossen, das heute von der Georgischen Eisenbahn betrieben wird. Vom Zentralbahnhof aus, dessen Hauptgebäude bis 2010 grundsaniert und wiedereröffnet wurde, verkehren regelmäßig Züge unter anderem nach Batumi, Bordschomi, Kutaissi, Poti sowie international nach Baku und Jerewan. Von Tiflis aus verkehren von verschiedenen Omnibushöfen (Didube, Zentralbahnhof, Isani) sowohl Busse als auch Minibusse zu zahlreichen Zielorten innerhalb Georgiens.

#### Internationaler öffentlicher Verkehr
Der Flughafen von Tiflis liegt 20 Kilometer südöstlich der Innenstadt in Lotschini und verfügt seit 2007 über einen internationalen Standard gerecht werdendes Terminalgebäude. Er ist mit dem Bus an die Innenstadt angebunden. Zusätzlich verkehren seit 2007 Züge zum Flughafen.
Mit der Eisenbahn können Ziele in Armenien und Aserbaidschan erreicht werden. Die Bahnverbindung von Tiflis nach Russland auf dem Landweg ist wegen des Konflikts mit Russland unterbrochen.
Per Omnibus sind von Tiflis aus Ziele in Griechenland (Athen), Russland (Moskau) sowie allen Nachbarländern Georgiens zu erreichen.

## Kultur

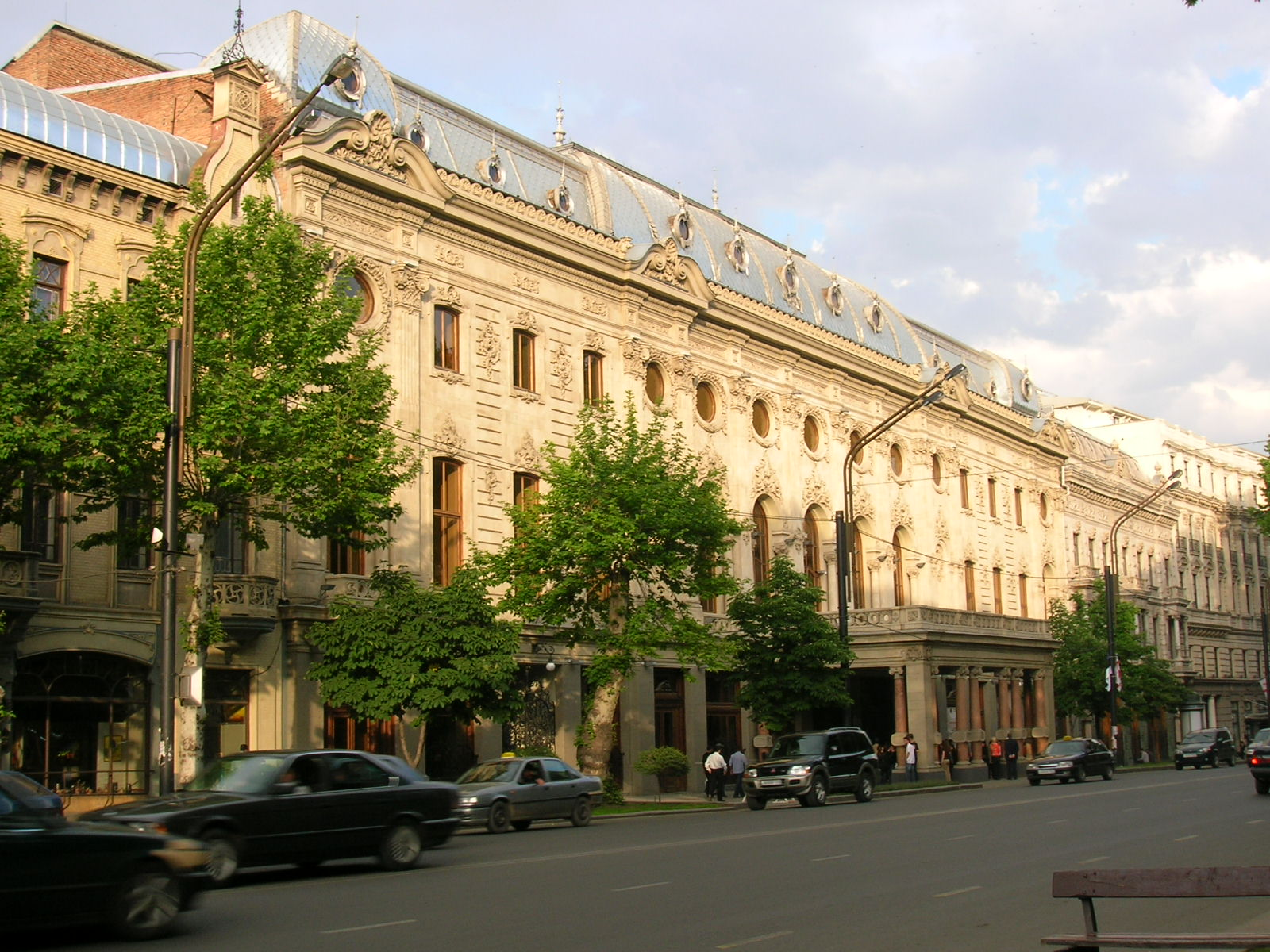
Rustaweli-Theater

### Theater
Tiflis verfügt über eine vielfältige Theaterszene mit 33 Bühnen. Zu den wichtigsten zählen das 1845 gegründete Gribojedow Theater für russisches Drama, das 1921 gegründete Staatliche Akademische Theater Schota Rustaweli, das 1851 gegründete Staatliche Sachari-Paliaschwili-Theater für Oper und Ballett sowie die zwischen 1969 und 1971 erbaute
„Große Halle“ des Staatlichen Sinfonieorchesters Georgiens. Daneben gibt es Theater der armenischen, aserbaidschanischen, ossetischen und jüdischen Volksgruppen. Es gibt zwei Jugend-, ein Komödien-, ein Musical-, ein Filmschauspieler-, ein Pantomimen- und ein Marionettentheater. Am Heldenplatz steht der im stalinistischen Baustil errichtete Zirkus, Heimat des Georgischen Staatszirkus.

### Film
Am 16. November 1896 wurde in Tiflis das erste Kino Georgiens eröffnet. In den 1920er Jahren wurde die Stadt zum Standort der Studios von Kartuli Filmi und Produktionsort aufwändiger Spielfilme. Zwei größere Kinos von internationalem Standard zeigen in der Innenstadt aktuelles internationales Kino. Im Spätherbst findet in ihnen jährlich das Tbilisi International Film Festival statt.
1972 wurde in Tiflis die Filmfakultät am Schota-Rustaweli-Theaterinstitut, das spätere Staatliche Georgische Institut für Theater und Film gegründet. Tiflis ist Sitz des Nationalen Zentrums für Cinematografie.

### Museen
Tiflis hat zwölf große Museen. Die bedeutendsten sind das Staatliche Museum der Künste Georgiens nahe dem Freiheitsplatz und das Staatliche Simon-Dschanaschia-Museum Georgiens am Rustaweli-Boulevard. Ersteres beherbergt Gold- und Silberschätze der georgischen Könige, darunter das Brustkreuz der Königin Tamara sowie Zeugnisse georgischer Malerei des 18., 19. und 20. Jahrhunderts. Das zweite zeigt Dokumente der Geschichte Georgiens und des Kaukasus von der Altsteinzeit über die Antike bis zur Gegenwart. Eine umfangreiche Sammlung der georgischen Maler Niko Pirosmani und Lado Gudiaschwili sowie des Bildhauers Iakob Nikoladse befinden sich in der Staatlichen Galerie der Künste (Rustaveli Gamsiri 11). Das 1927 gegründete Museum Kunstpalast Georgiens – Kulturhistorisches Museum präsentiert kunst- und kulturhistorisch bedeutende Exponate.
Das Geldmuseum der Georgischen Nationalbank präsentiert eine Schau zur Geschichte regionaler Zahlungsmittel, die vier Jahrtausende zurückreicht. Das Ethnographische Museum ist ein Freilicht-Museum, das das georgische Leben in verschiedenen Epochen zeigt. 22 private Kunstgalerien und sechs Ausstellungshallen präsentieren regelmäßig zeitgenössische georgische Kunst.
Das Dawit-Baasow-Museum der Geschichte der Juden in Georgien in der Anton-Katalikosi-Straße zeigt Exponate des jüdischen Lebens und der Kultur in Georgien. Es wurde 1933 eröffnet.

### Wissenschaft

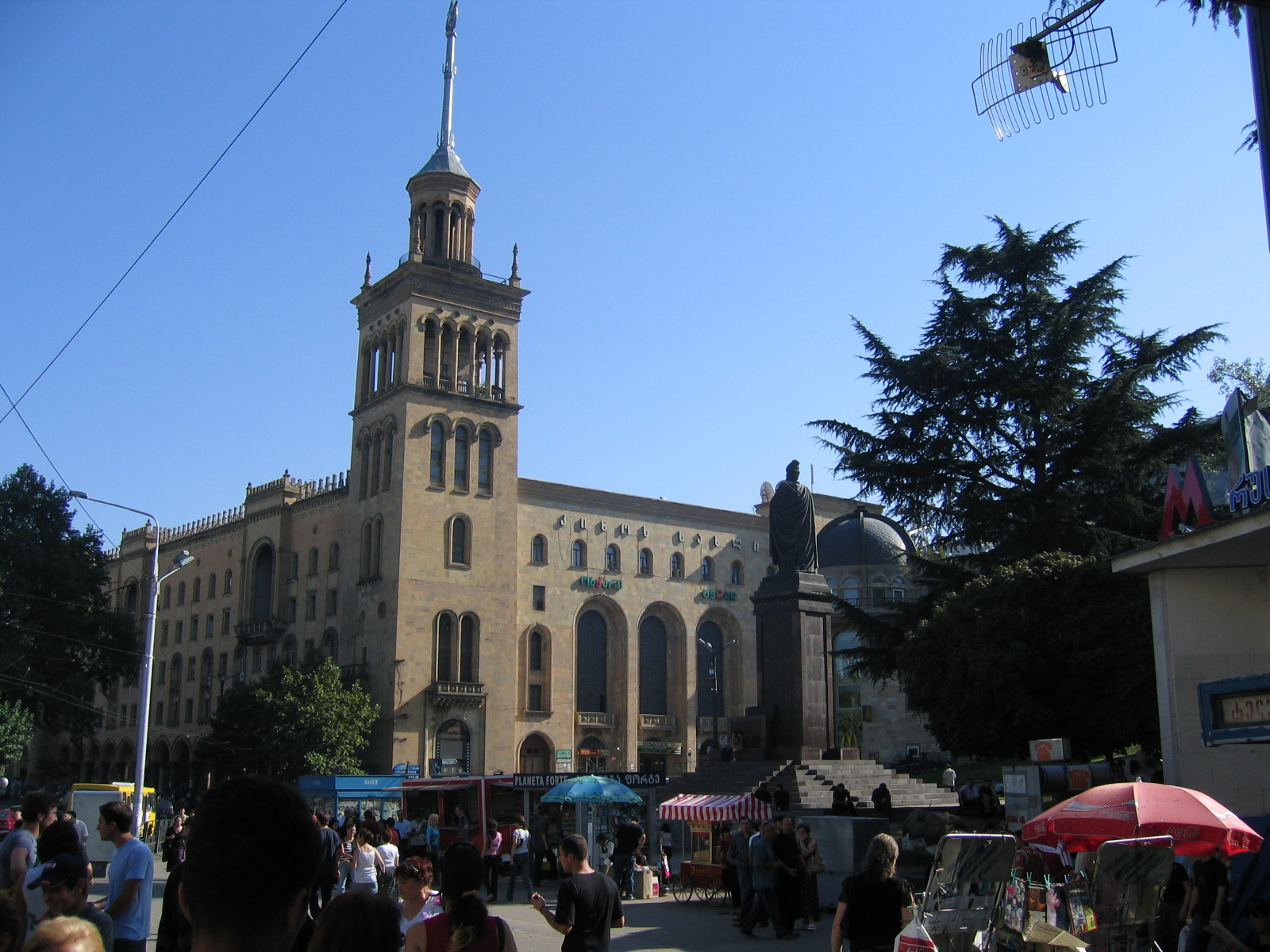
Georgische Akademie der Wissenschaften am Rustaveli-Platz

Tiflis ist Georgiens wissenschaftliches Zentrum. Die Staatliche Universität Tiflis (TSU) wurde 1918 gegründet. Heute studieren dort rund 35.000 Studenten an fünf Fakultäten. Die Universitätsbibliothek umfasst über 3,7 Millionen Bücher und Periodika. Daneben beherbergt Tiflis die Staatliche Ilia-Universität, die Georgische Technische Universität (GTU), die Georgische Agrarwissenschaftliche Universität (GAU), die Staatliche Medizinische Universität und die Staatliche Universität für Sprache und Kultur.
Außerdem gibt es verschiedene private Hochschulen, darunter die Georgische Universität für Sozialwissenschaften, die Grigol-Robakidse-Universität, Internationale Schwarzmeer-Universität, die European School of Management, das Georgian Institute of Public Affairs (GIPA) und die Caucasus University (CU) mit 12 verschiedenen Fakultäten. In der Hauptstadt sind mehr als 20.000 Menschen in Forschungseinrichtungen beschäftigt.
Die Georgische Akademie der Wissenschaften hat zehn wissenschaftliche Abteilungen und 63 Forschungsinstitute. Sie betreibt Grundlagenforschung und koordiniert die Forschung in Georgien.
Das Eliava-Institut für Bakteriophagen, Mikrobiologie und Virologie wurde 1936 gegründet und ging aus einem vom Mikrobiologen Georgi Eliava 1923 in Tiflis eingerichteten bakteriologischen Labor hervor. Es gilt als bedeutendes Zentrum der Phagen-Forschung und -Therapie mit sieben wissenschaftlichen Abteilungen. Im historischen Hauptgebäude ist ein kleines Museum zur Geschichte der Phagen-Forschung in Georgien untergebracht.

### Denkmalpflege
Seit Dezember 2003 wird die Denkmalpflege in Tiflis mit Hilfe des Europarats reorganisiert, um möglichst viele Baudenkmale der alten und der modernen Stadt zu erhalten. Tiflis bietet dafür sehr günstige Voraussetzungen, da die Stadt seit der Invasion der Perser 1795 kaum beschädigt worden ist. Auf der anderen Seite ist der Zustand der Gebäude derart marode, dass der Zerfall immer wieder zu mehr unwiederbringlicher Zerstörung historischer Bausubstanz führt, als zur Verfügung stehende Finanzmittel für die Restaurierung verhindern können. Ein bedeutender archäologischer Fundplatz befindet sich in Grakliani.

## Sport

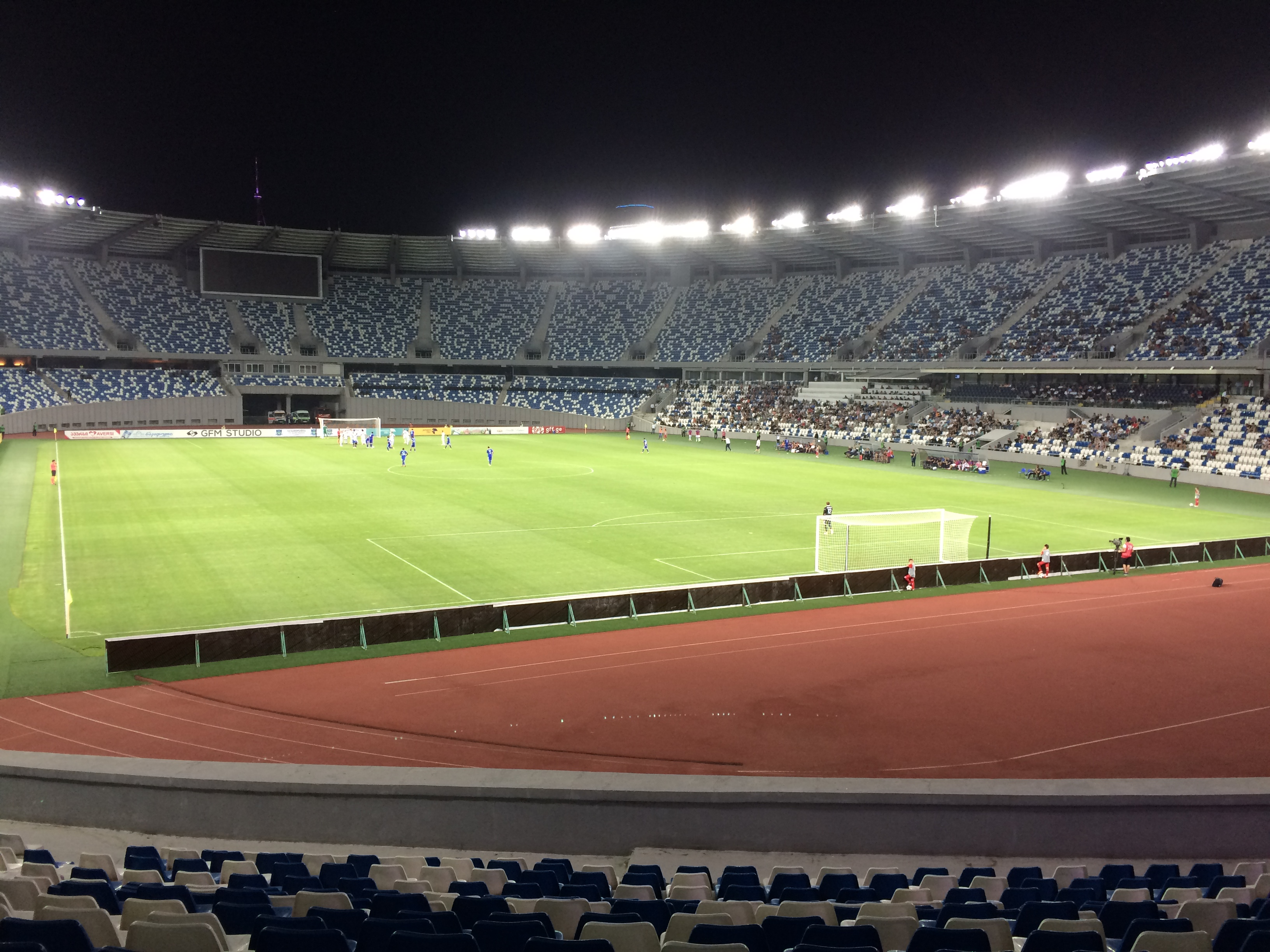
Die Boris-Paitschadse-Dinamo-Arena

In der Stadt ist der georgische Fußball-Rekordmeister (16 Titel) und zweimalige sowjetische Meister Dinamo Tiflis ansässig, der als bekanntester Verein Georgiens gilt. Ebenfalls lange in der ersten Liga des Landes spielte WIT Georgia Tiflis, der bislang zweimal die Meisterschaft des Landes erringen konnte. Derzeit spielt WIT jedoch in der zweiten Liga.
Die georgische Rugby-Union-Nationalmannschaft trägt ihre Heimspiele meist in der Tifliser Boris-Paitschadse-Dinamo-Arena oder im Micheil-Meschi-Stadion aus. In der Stadt befindet sich auch der Verbandssitz der Sakartwelos ragbis kawschiri.

## Sehenswürdigkeiten

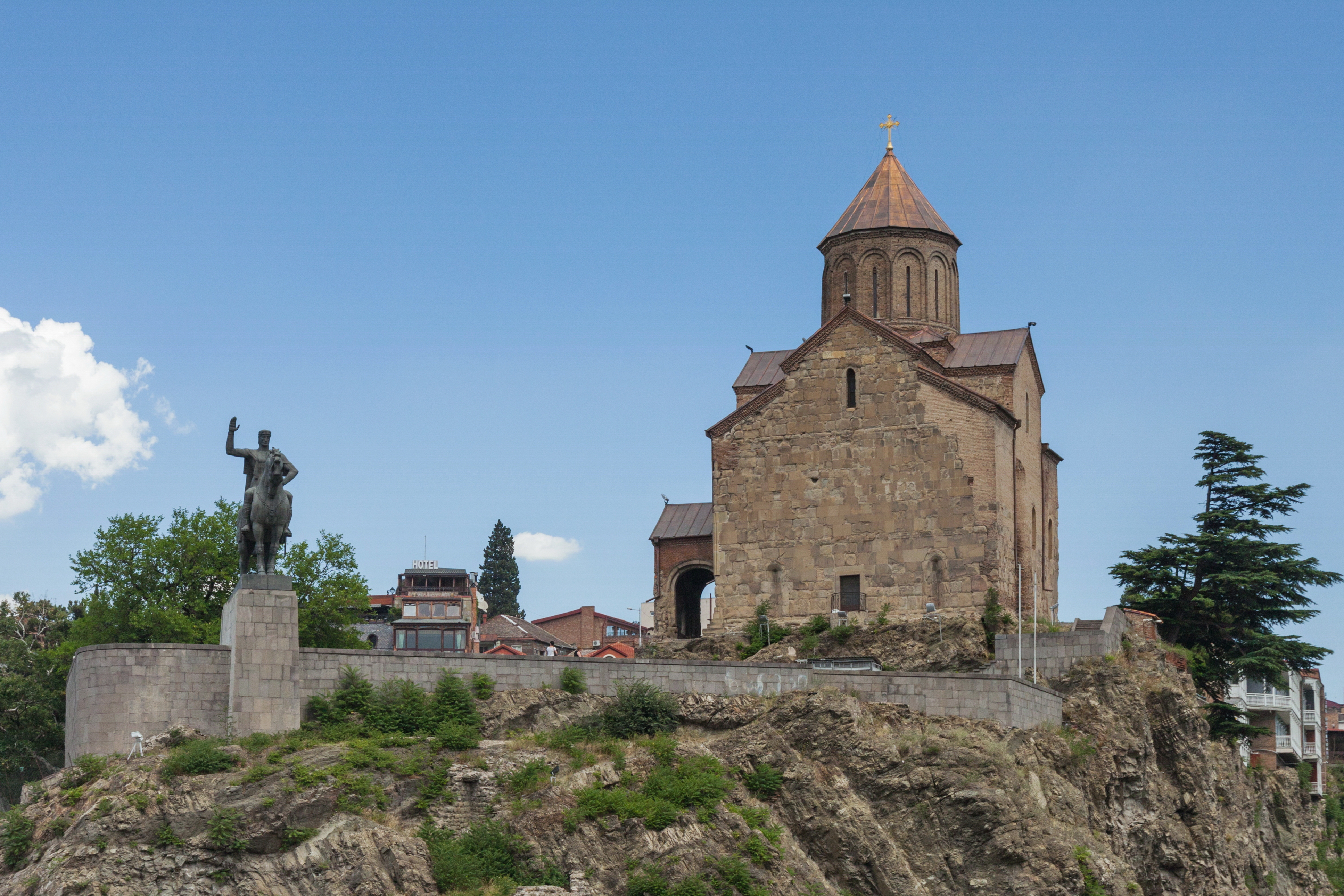
Metechi-Kirche mit Denkmal für König Wachtang Gorgassali

Nariqala

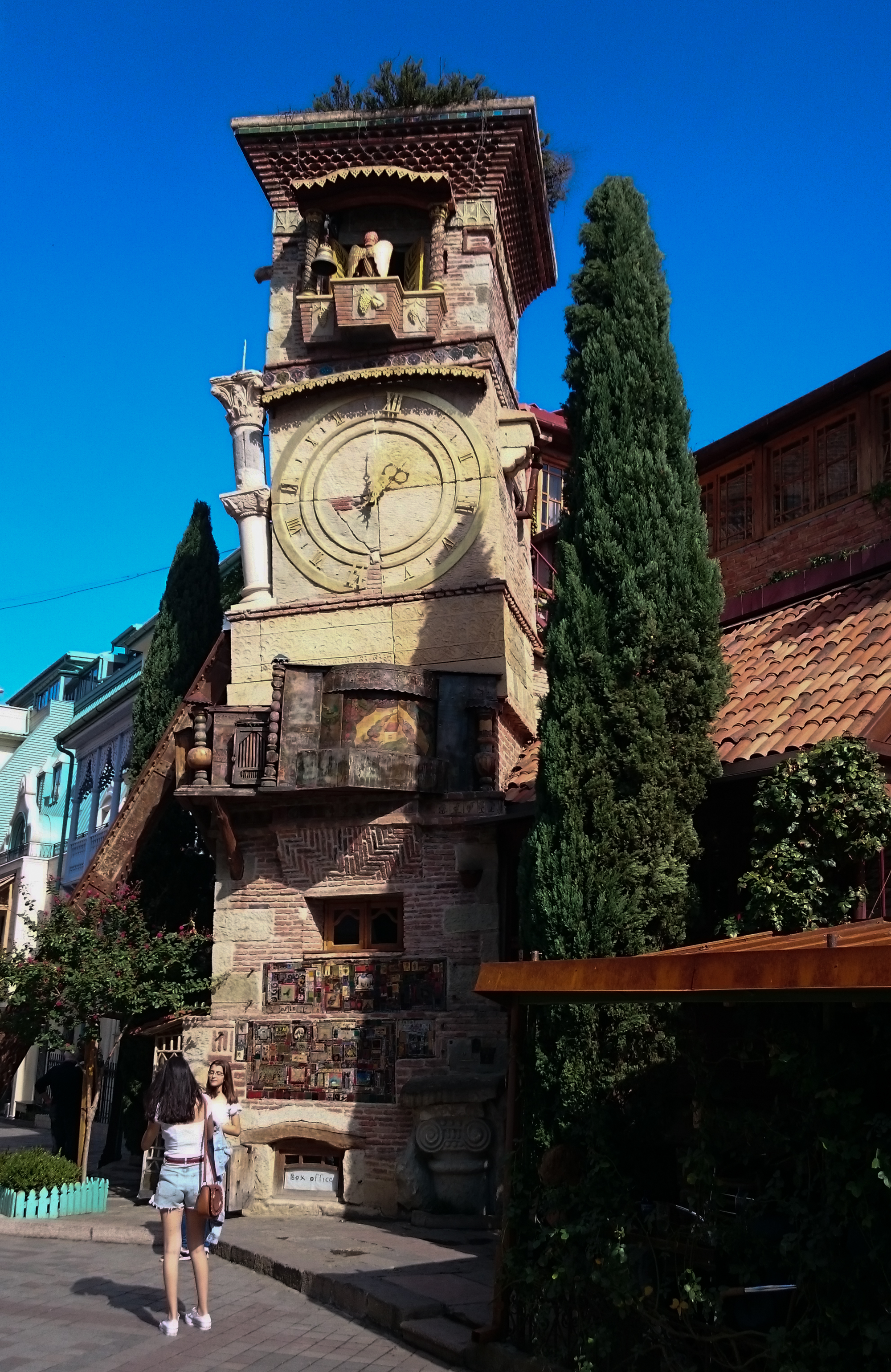
Marionetten-Theater

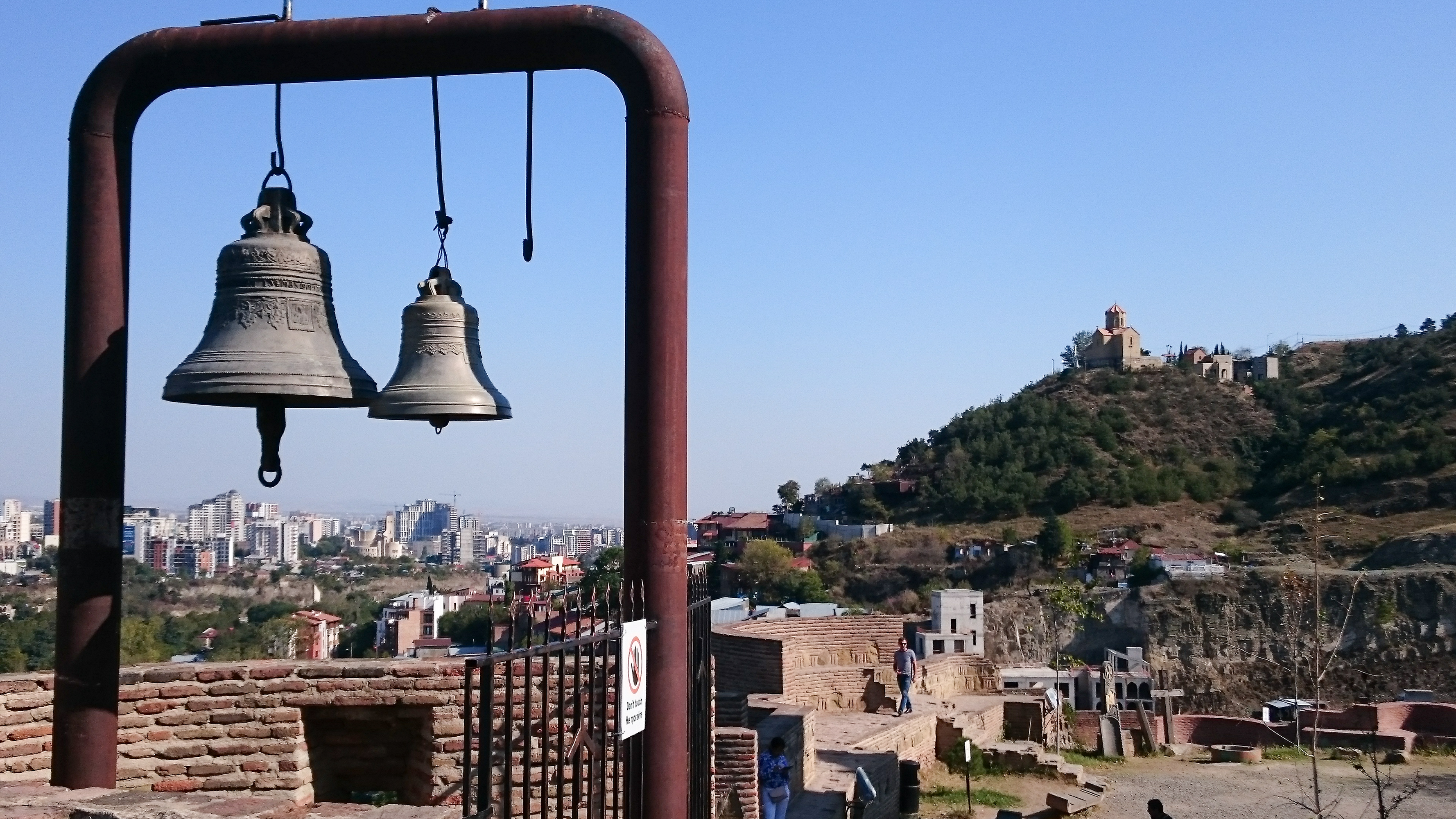
Aussicht von der Festung Nariqala

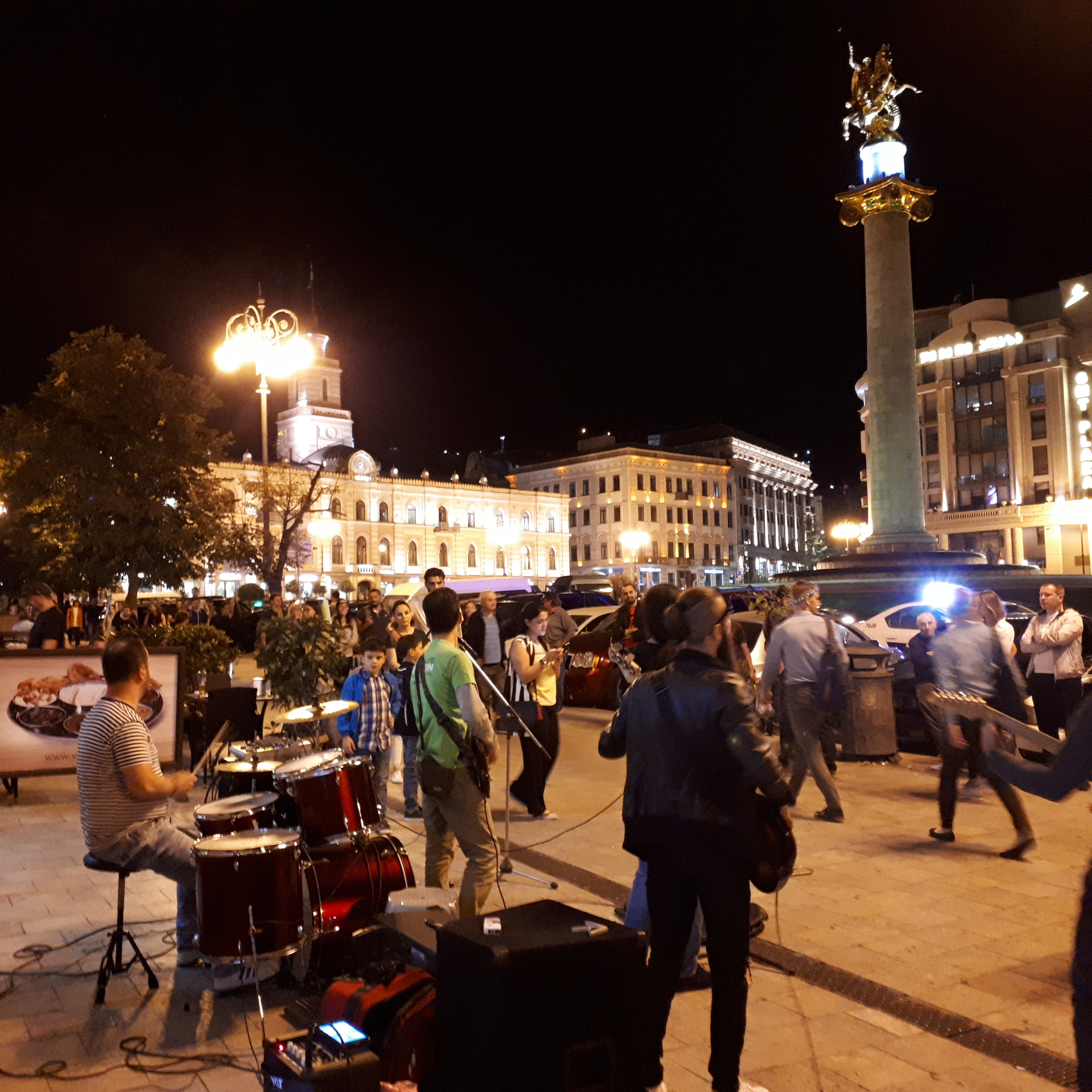
Abendstimmung auf dem Freiheitsplatz in Tiflis mit der Statue des heiligen Georg, dem Drachentöter.

Auf dem rechten Ufer der Kura, über der Altstadt, liegen die Ruinen der Festung Nariqala aus dem 3. Jahrhundert. Oberhalb der Wehranlagen steht die Monumentalstatue Kartlis Deda (dt. ‚Mutter Georgiens‘). Darunter erstreckt sich ein 128 Hektar großer Botanischer Garten. Er wurde 1845 auf dem Gelände des Festungsparks angelegt.
Die Altstadt mit engen, gewundenen Kopfsteinpflaster-Straßen soll zum UNESCO-Weltkulturerbe erklärt werden. Dort liegen die Sioni-Kathedrale aus dem 5. Jahrhundert, die Metechi-Kirche der georgischen Könige aus dem 13. Jahrhundert, die Antschischati-Basilika aus dem 6. Jahrhundert und die Große Synagoge. Durch die Altstadt führte einst die Seidenstraße. Noch heute stehen ihre alten Karawansereien. Die Häuser sind zumeist aus Holz und haben geschnitzte überhängende Balkone. Im Bäderviertel Abanotubani finden sich Schwefelbäder des 17. Jahrhunderts sowie eine Moschee.
An die Altstadt schließen sich im Stadtteil Garetubani die Prachtbauten des 19. Jahrhunderts an. Herzstück ist die mit Platanen gesäumte Flaniermeile Rustaweli-Boulevard zwischen Freiheitsplatz und Platz der Republik. An ihm befinden sich unter anderem die Kaschweti-Kirche, die Staatliche Gemäldegalerie, das Historische Museum, das Staatliche Rustaweli-Theater, die Oper und das Parlamentsgebäude. Die Kura wird von breiten Uferboulevards gesäumt, an denen jedoch das Auto auf mehrspurigen Fahrbahnen dominant gegenüber den Fußgängern auftritt.
Die Stadtteile am Berg Mtazminda sind durch eine Standseilbahn erschlossen, die Anfang der 2010er Jahre modernisiert wurde. Auf halber Höhe liegt das Pantheon, ein Friedhof, auf dem bedeutende Georgier und Russen begraben sind, unter ihnen die Schriftsteller Ilia Tschawtschawadse, Akaki Zereteli und der Diplomat Alexander Gribojedow. Auf dem flachen Gipfel des Berges wurde ein großer Park angelegt, der 2009 zum Vergnügungspark erweitert worden ist. Der Fernsehturm steht als von allen Teilen der Stadt sichtbares Wahrzeichen über der Stadt und ist nachts aufwändig beleuchtet.
Der Tschawtschawadse Boulevard im Bezirk Wake beherbergt das Hauptgebäude der Staatlichen Universität, Banken, elegante Modeläden und exklusive Bars. Er ist die bevorzugte Einkaufsmeile der neuen Wohlstandschicht in Georgien.
Am linken Ufer des Flusses liegen im 20. Jahrhundert erbaute kulturelle und staatliche Institutionen. Dort stehen das größte Kirchengebäude Transkaukasiens, die Sameba-Kathedrale, die Staatliche Medizinische Universität, verschiedene wissenschaftliche Institute, das Boris-Paitschadse-Stadion, Heimspielstätte von Dinamo Tiflis, und der Hauptbahnhof.
Vor den Toren der Stadt, unterhalb des Kus Tba (dt. ‚Schildkrötensee‘), liegt das Ethnographische Museum. Es handelt sich um ein Freilichtmuseum, das in einem weitläufigen Areal Zeugnisse des ländlichen Bauens, Wohnens und Lebens aus allen Teilen Georgiens präsentiert. Hier finden sich historisch und kulturell erhaltenswerte originale Gebäude wie beispielsweise ein swanetischer Wehrturm, die wieder errichtet wurden, weil sie anderenfalls verfallen wären.
Im Flusstal der Were im Stadtzentrum befindet sich der Zoo Tiflis, der älteste und größte Tierpark in Georgien, der am 14. Juni 2015 durch eine Überschwemmung schwer beschädigt wurde.